# Liste de ravageurs de plantes cultivées
 (avril 2022).
 (avril 2022).
Si vous disposez d'ouvrages ou d'articles de référence ou si vous connaissez des sites web de qualité traitant du thème abordé ici, merci de compléter l'article en donnant les références utiles à sa vérifiabilité et en les liant à la section « Notes et références ».

## Mammifères

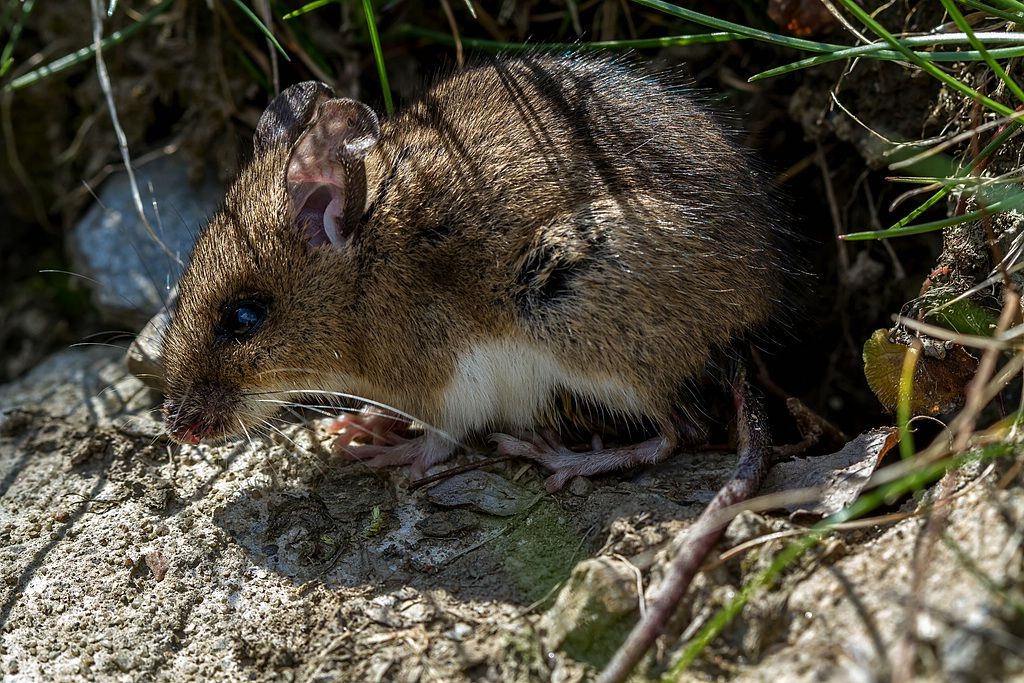
Mulot sylvestre.

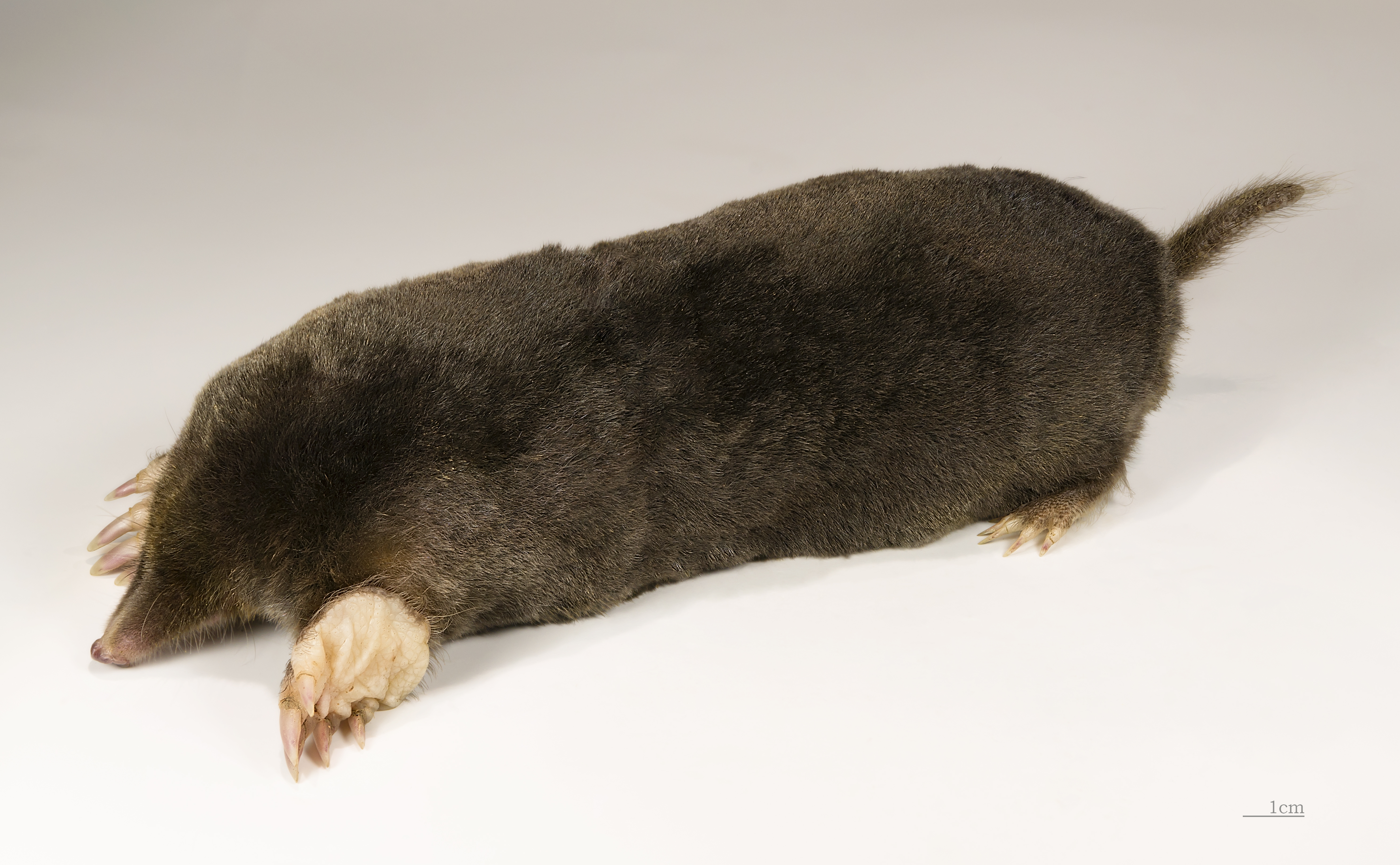
Taupe.

| Microtus arvalis      | Campagnol des champs                    |
| Arvicola amphibius    | Campagnol terrestre                     |
| Cervus elaphus        | Cerf élaphe                             |
| Oryctolagus cuniculus | Lapin de garenne                        |
| Lepus europaeus       | Lièvre                                  |
| Glis glis             | Loir vulgaire                           |
| Apodemus sylvaticus   | Mulot sylvestre                         |
| Myocastor coypus      | Ragondin                                |
| Bandicota bengalensis | Rat bandicot                            |
| Rattus tiomanicus     | Rat des bois de Malaisie                |
| Rattus argentiventer  | Rat des rizières                        |
| Mastomys natalensis   | Rat du Natal, rat plurimammaire         |
| Arvicanthis niloticus | Rat du Nil                              |
| Rattus exulans        | Rat du Pacifique                        |
| Ondatra zibethicus    | Rat musqué                              |
| Sus scrofa            | Sanglier                                |
| Acomys cahirinus      | Souris égyptienne, rat épineux du Caire |
| Talpa europaea        | Taupe                                   |

## Oiseaux

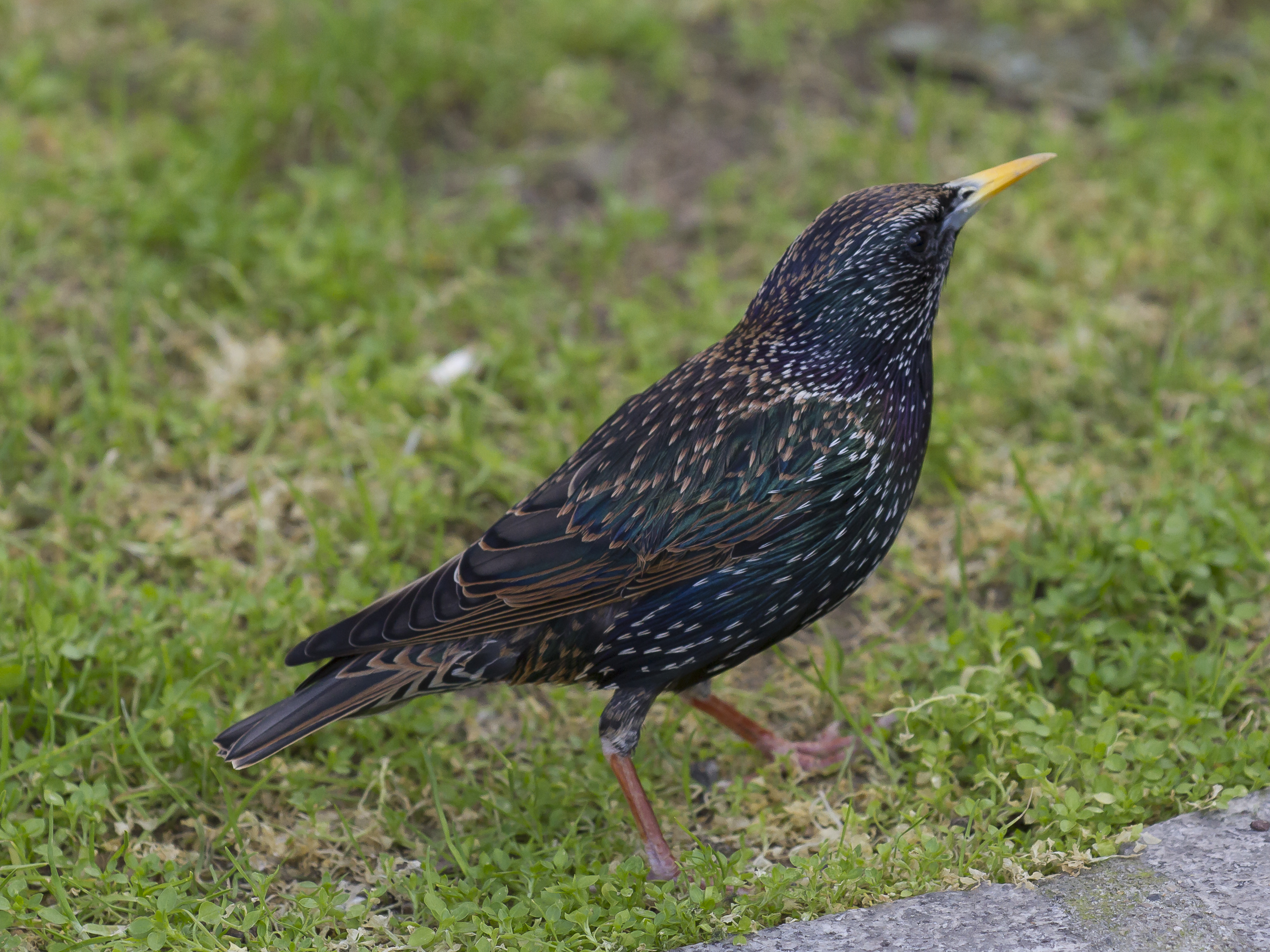
Étourneau sansonnet.

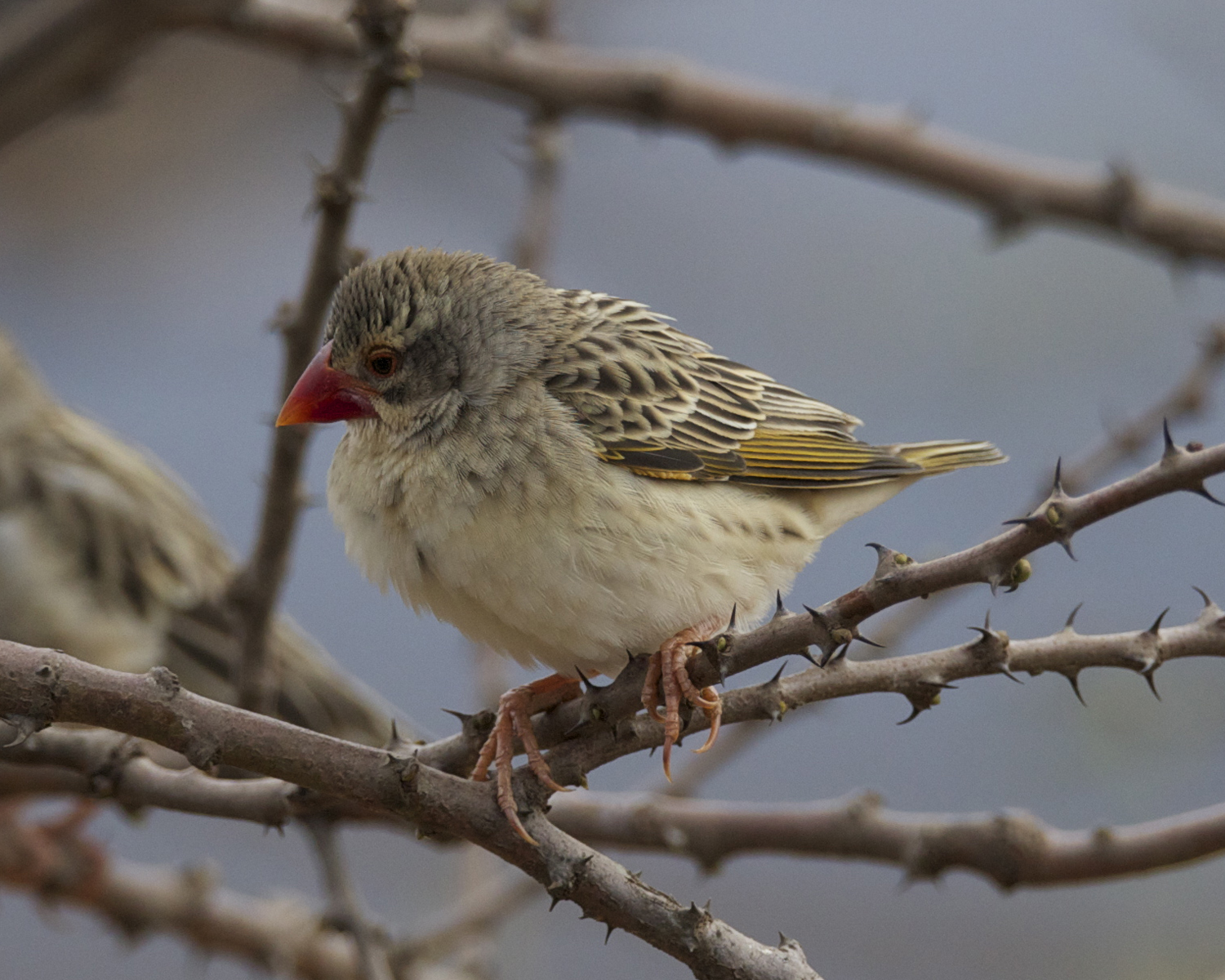
Travailleur à bec rouge (Quelea quelea), passereau africain.

| Corvus frugilegus        | Corbeau freux                                            |
| Corvus corone            | Corneille noire                                          |
| Sturnus vulgaris         | Étourneau sansonnet                                      |
| Euplectes orix           | Euplecte ignicolore                                      |
| Euplectes afer           | Euplecte vorabé                                          |
| Phasianus colchicus      | Faisan                                                   |
| Garrulus glandarius      | Geai des chênes                                          |
| Passer domesticus        | Moineau domestique                                       |
| Passer montanus          | Moineau friquet                                          |
| Pica pica                | Pie                                                      |
| Columba palumbus         | Pigeon ramier ou palombe                                 |
| Fringilla coelebs        | Pinson des arbres                                        |
| Fringilla montifringilla | Pinson du Nord                                           |
| Ploceus melanocepholus   | Tisserin à tête noire                                    |
| Ploceus cucullatus       | Tisserin gendarme                                        |
| Ploceus rubigenosus      | Tisserin roux                                            |
| Quelea quelea            | Travailleur à bec rouge, Tisserin à bec rouge, mange-mil |

## Mollusques (escargots et limaces)

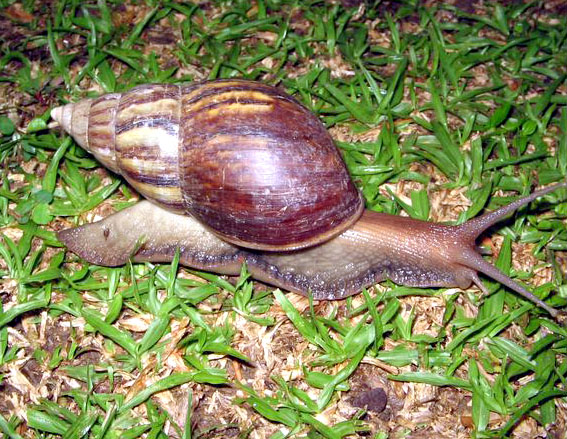
Achatina fulica (Escargot géant africain).

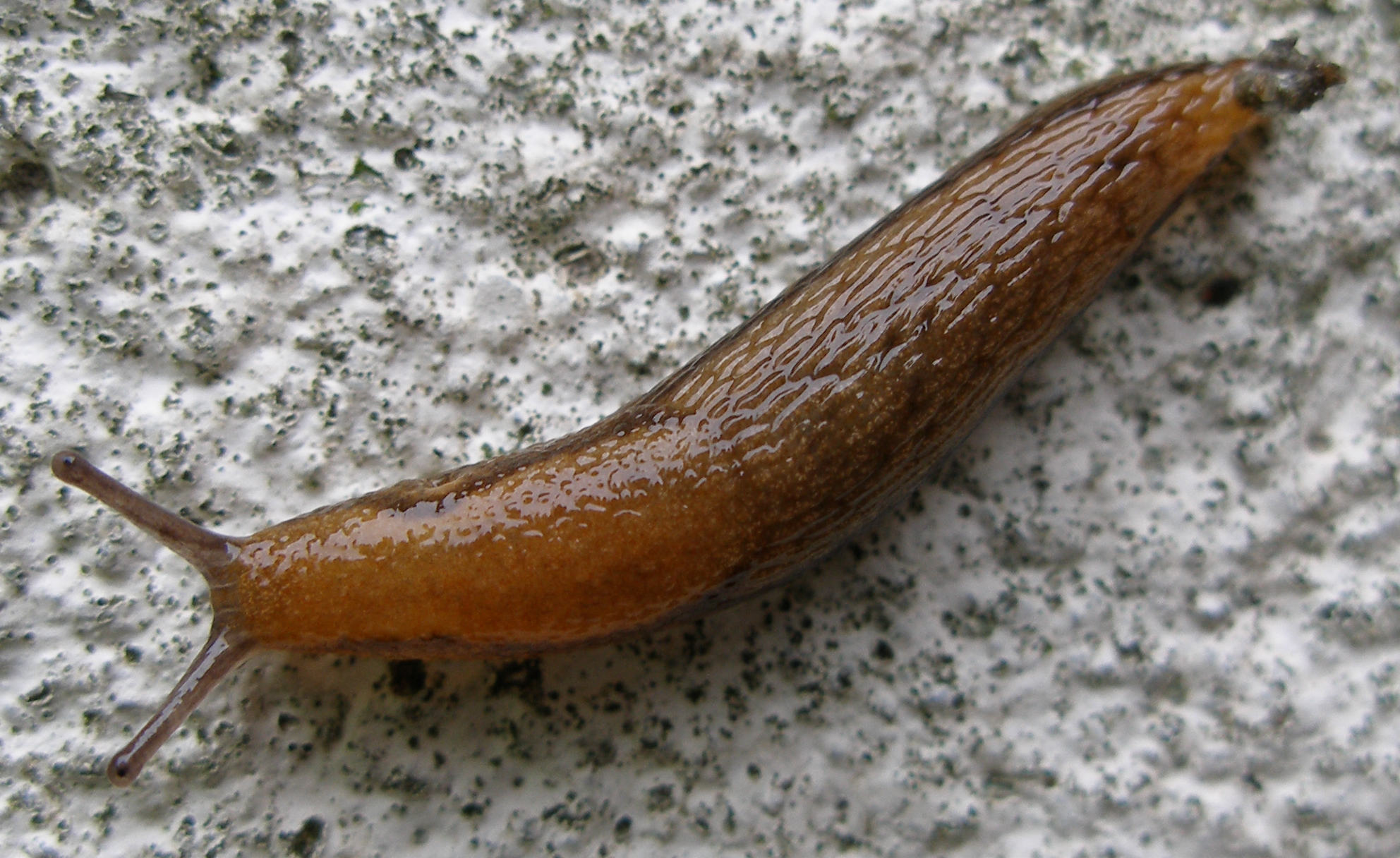
Arion hortensis (Limace des jardins).

| Achatina fulica       | Escargot géant africain                    |
| Acicula fusca         | Aiguillette fauve                          |
| Cepaea hortensis      | Escargot des jardins                       |
| Fruticicola fruticum  | Hélice cerise                              |
| Helix pomatia         | Escargot de Bourgogne, escargot des vignes |
| Helix aspersa aspersa | Petit-gris                                 |
| Arion hortensis       | Limace des jardins                         |
| Arion subfuscus       | Loche roussâtre                            |
| Deroceras agreste     | Loche blanche                              |
| Deroceras reticulatum | Petite limace grise                        |
| Limacus flavus        | Limace des caves                           |
| Limax maximus         | Limace léopard, grande limace cendrée      |

## Nématodes (vers)

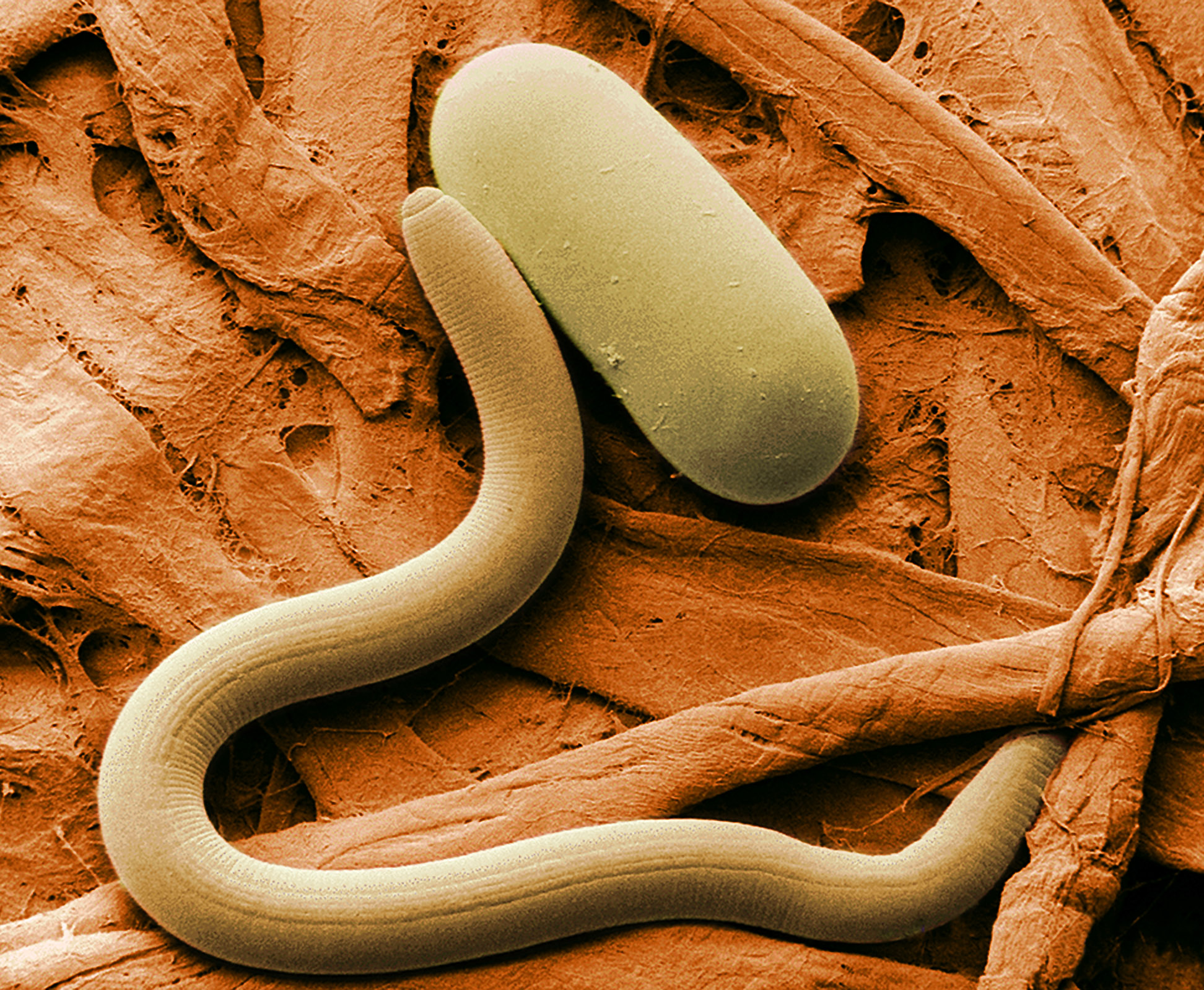
Heterodera glycines (gross. x1000).

| Anguina tritici            | Anguillule du blé niellé                                                                               |
| Ditylenchus dipsaci        | Anguillule des céréales, anguillule des céréales et des bulbes, nématode du collet, nématode des tiges |
| Aphelenchoides fragariae   | Anguillule du fraisier et des fougères                                                                 |
| Aphelenchoides ritzemabosi | Anguillule du chrysanthème                                                                             |
| Nacobbus aberrans          | faux nématode à galles                                                                                 |
| Pratylenchus convallariae  | Maladie vermiculaire du muguet                                                                         |
| Heterodera schachtii       | Nématode de la betterave                                                                               |
| Heterodera carotae         | Nématode de la carotte                                                                                 |
| Heterodera goettingiana    | Nématode du pois                                                                                       |
| Heterodera glycines        | Nématode du soja                                                                                       |
| Meloidogyne incognita      | Nématode à galle des racines                                                                           |
| Meloidogyne acronea        | Nématode à galles des racines du coton africain                                                        |
| Pratylenchus penetrans     | Nématode endoparasite migrateur des racines, nématode des prairies, anguillule des prairies            |
| Meloidogyne chitwoodi      | Nématode des racines noueuses du maïs                                                                  |
| Meloidogyne exigua         | Nématode à galles des racines du caféier                                                               |
| Meloidogyne fallax         | |
| Meloidogyne hapla          | Nématode cécidogène du Nord                                                                            |
| Meloidogyne naasi          | Nématode à galles des racines de céréales                                                              |
| Meloidogyne thamesi        | |
| Heterodera humuli          | Nématode du houblon                                                                                    |
| Heterodora cruciferae      | Nématode des crucifères                                                                                |
| Heterodera avenae          | Nématode de l'avoine, nématode à kystes des céréales, nématode des racines de céréales                 |
| Globodera rostochiensis    | Nématode doré de la pomme de terre                                                                     |
| Globodera tabacum          | Nématode à kystes du tabac                                                                             |
| Ditylenchus destructor     | Nématode de la pomme de terre                                                                          |
| Globodera pallida          | Nématode blanc de la pomme de terre                                                                    |
| Xiphinema americanum       | Nématode dague américain                                                                               |
| Xiphinema californicum     | Nématode dague américain                                                                               |

## Arthropodes

### Arachnides (acariens)

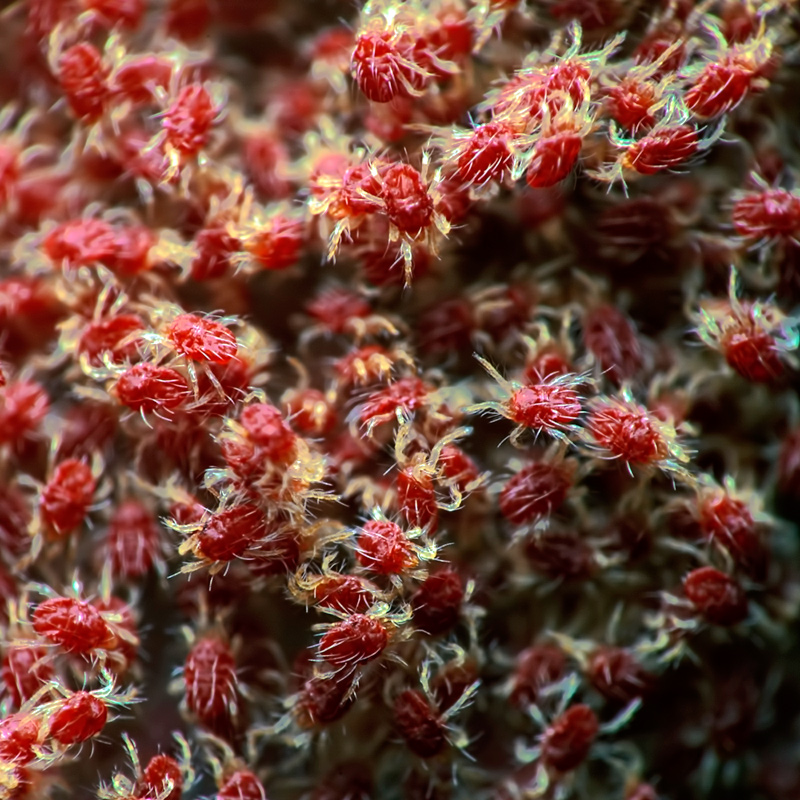
Tétranyque tisserand.

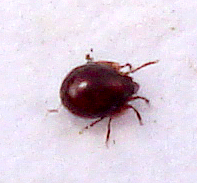
Panonychus ulmi.

| Acalitus phloeocoptes     | Acarien des bourgeons du prunier                                                                                    |
| Eriophyes sheldoni        | Acarien des bourgeons                                                                                               |
| Rhizoglyphus robini       | Acarien des bulbes                                                                                                  |
| Tetranychus viennensis    | Acarien de l'aubépine                                                                                               |
| Brevipalpus lewisi        | Acarien de la gale de la vigne                                                                                      |
| Brevipalpus oleae         | Acarien de l'olivier                                                                                                |
| Tyrophagus casei          | Acarien du fromage                                                                                                  |
| Oligonychus afrasiaticus  | Acarien du palmier dattier, bou faroua                                                                              |
| Panonychus ulmi           | Acarien rouge, tétranyque du pommier, acarien rouge des pomacées, acarien rouge des arbres fruitiers et de la vigne |
| Panonychus citri          | Acarien des agrumes                                                                                                 |
| Calepitrimerus vitis      | Phytopte de l'acariose de la vigne                                                                                  |
| Aculops lycopersici       | Agent de l'acariose bronzée de la tomate                                                                            |
| Eotetranychus tilianum    | Araignée rouge du tilleul                                                                                           |
| Bryobia rubrioculus       | Bryobe des arbres fruitiers                                                                                         |
| Bryobia kissophila        | Bryobe du lierre |
| Bryobia praetiosa         | Bryobe du trèfle, bryobe des graminées                                                                              |
| Bryobia ribis             | Bryobe du groseillier                                                                                               |
| Colomerus vitis           | Phytopte de l'érinose de la vigne                                                                                   |
| Eriophyes pyri            | Phytopte du poirier                                                                                                 |
| Eriophyes laevis          | Phytopte du lilas                                                                                                   |
| Phyllocoptes gracilis     | Phytopte du framboisier                                                                                             |
| Cecidophyopsis ribis      | Phytopte du groseillier                                                                                             |
| Eriophyes unguiculatus    | Phytopte du noyer                                                                                                   |
| Phytonemus pallidus       | Tarsonème de l'avoine, Tarsonème du fraisier                                                                        |
| Tetranychus mcdanieli     | Tétranyque de Macdaniel, acarien jaune de la vigne                                                                  |
| Tetranychus turkestani    | Acarien jaune de la vigne                                                                                           |
| Tetranychus urticae       | Tétranyque tisserand, ou acarien jaune, ou encore araignée rouge                                                    |
| Eotetranychus carpini     | Tétranyque de la vigne et du charme, acarien jaune de la vigne                                                      |
| Acarus siro               | Tyroglyphe de la farine, ciron                                                                                      |
| Steneotarsonemus pallidus | Tarsonème du fraisier                                                                                               |
| Tarsonemus spirifex       | Tarsonème de l'avoine                                                                                               |
| Penthaleus major          | Acarien d'hiver |

### Myriapodes (mille-pattes)

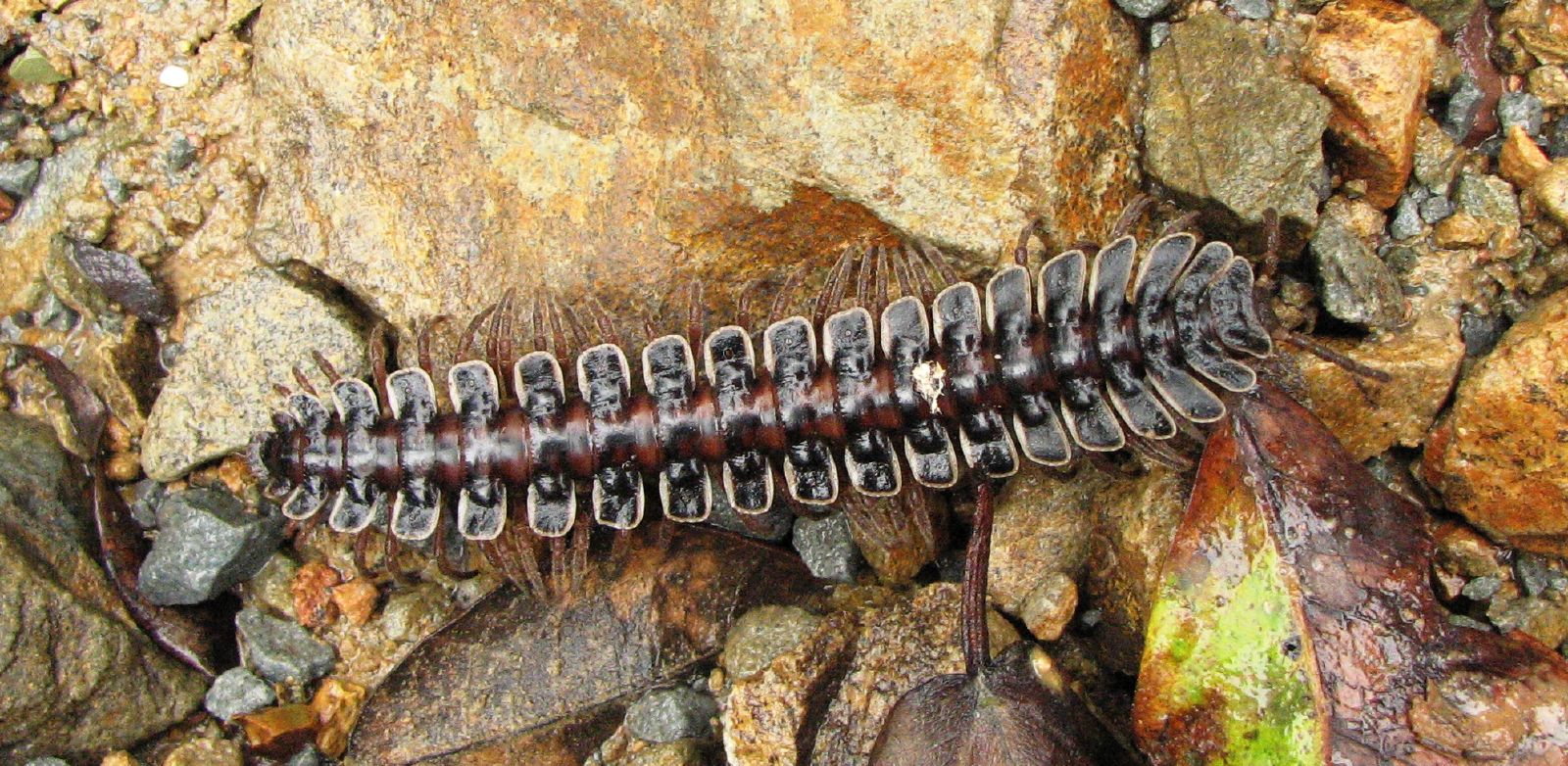
Polydesmus polydesmidan.

| Hanseniella spp. et Scutigerella spp | Symphyles de l'ananas  |
| Scutigerella immaculata              | Scutigerelle immaculée |
| Blaniulus guttulatus                 | Blaniule mouchetée     |
| Polydesmus angustus                  | Polydesme aplati       |
| Polydesmus coriaceus                 | Polydesme coriace      |

### Insectes

#### Coléoptères

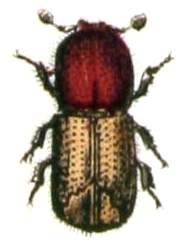
Ips typographe.

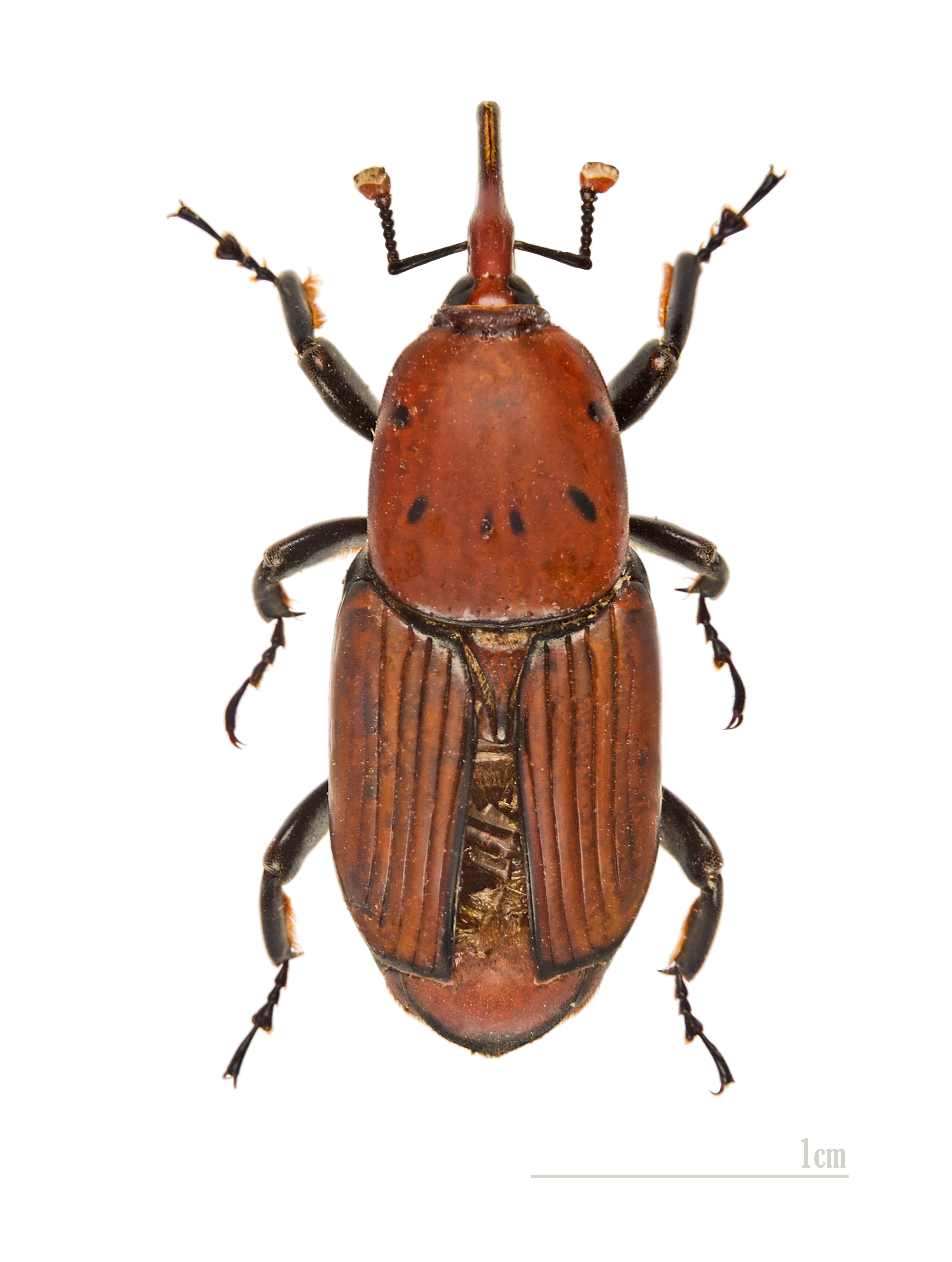
Charançon rouge des palmiers.

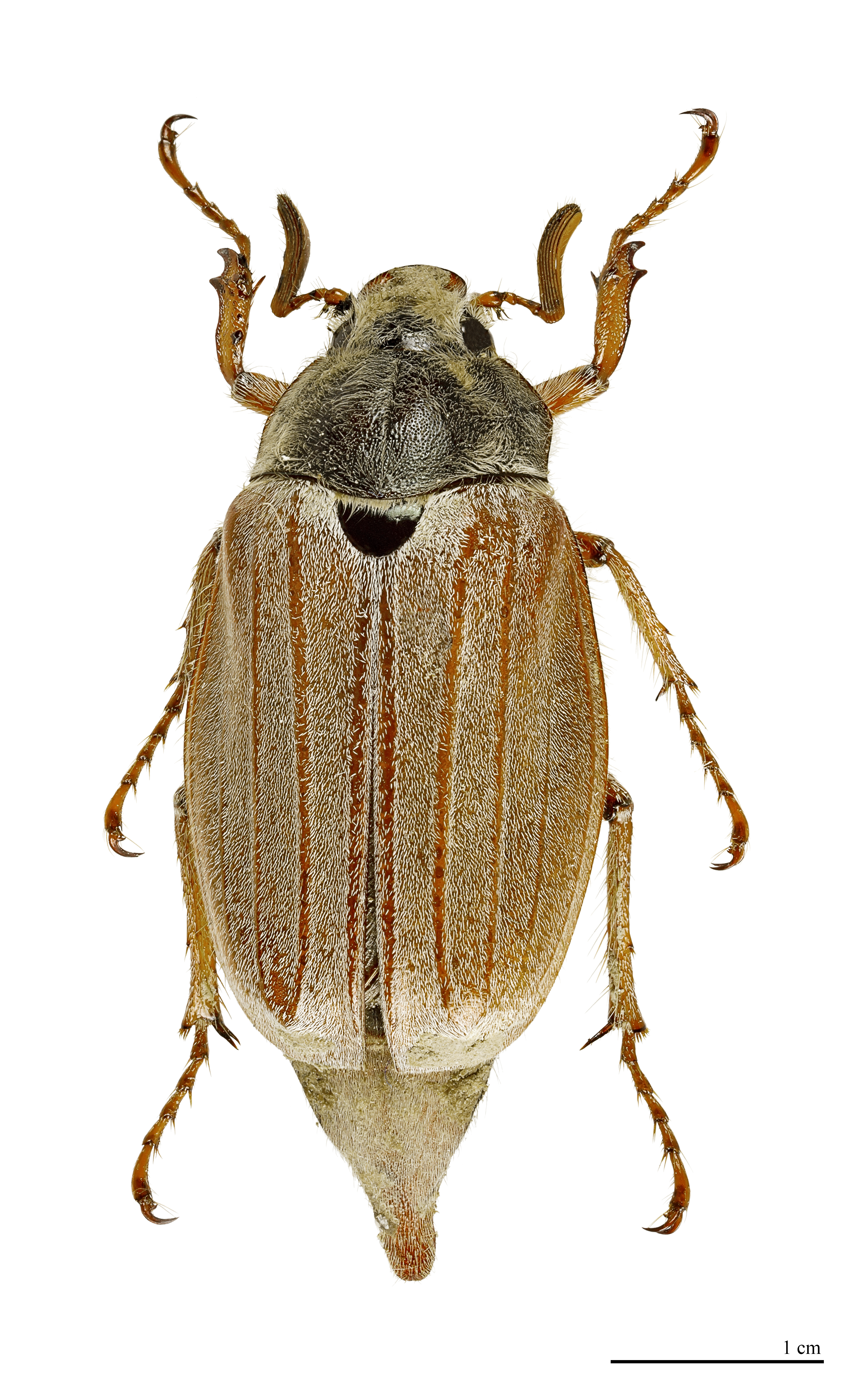
Hanneton commun.

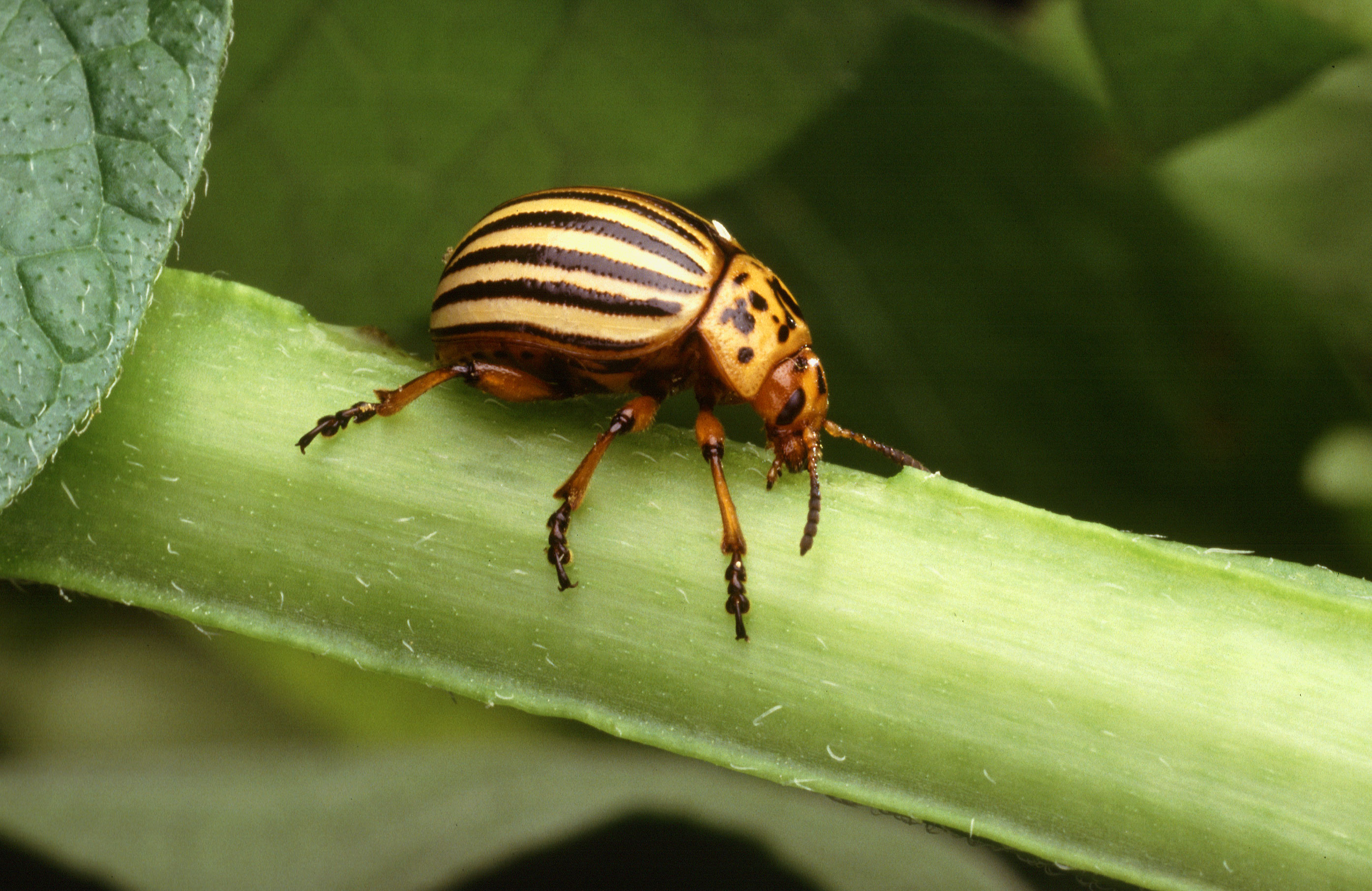
Doryphore.

| Agrilus derasofasciatus                      | Agrile de la vigne                                                                           |
| Agrilus chrysoderes                          | Agrile du framboisier                                                                        |
| Agrilus sinuatus                             | Agrile du poirier                                                                            |
| Agrilus aurichalceus                         | Agrile du rosier                                                                             |
| Chaetocnema concinna                         | Altise de la betterave                                                                       |
| Chaetocnema tibialis                         | Altise de la betterave                                                                       |
| Epitrix cucumeris                            | Altise de la pomme de terre                                                                  |
| Epitrix tuberis                              | Altise des tubercules, altise de la pomme de terre                                           |
| Psylliodes affinis                           | Altise de la pomme de terre                                                                  |
| Altica chalybea                              | Altise de la vigne                                                                           |
| Altica lythri                                | Altise de la vigne                                                                           |
| Chaetocnema aridula                          | Altise des céréales                                                                          |
| Chaetocnema hortensis                        | Altise des céréales                                                                          |
| Phyllotreta nemorum                          | Altise du chou, altise des crucifères, petite altise                                         |
| Psylliodes attenuata                         | Altise du chanvre et du houblon                                                              |
| Haltica quercetorum                          | Altise du chêne                                                                              |
| Psylliodes chrysocephalus                    | Altise du colza, altise d'hiver du colza                                                     |
| Aphtona euphorbiae                           | Altise du lin                                                                                |
| Phyllotreta atra                             | Altise noire des crucifères                                                                  |
| Anthonomus amygdali                          | Anthonome de l'amandier                                                                      |
| Anthonomus pyri                              | Anthonome d'hiver du poirier                                                                 |
| Anthonomus rubi                              | Anthonome du fraisier et du framboisier                                                      |
| Anthonomus pomorum                           | Anthonome du pommier                                                                         |
| Sinoxylon sexdentatum                        | Apate de la vigne                                                                            |
| Apion carduorum                              | Apion de l'artichaut                                                                         |
| Apion pisi                                   | Apion du pois                                                                                |
| Apion apricans                               | Apion du trèfle                                                                              |
| Apion trifolii                               | Petit apion du trèfle                                                                        |
| Rhopalapion longirostre                      | Apion longirostre ou apion des roses trémières                                               |
| Atomaria linearis                            | Atomaire de la betterave                                                                     |
| Curculio elephas                             | Balanin des châtaignes                                                                       |
| Curculio nucum                               | Balanin des noisettes                                                                        |
| Rhizopertha dominica                         | Bostryche des grains                                                                         |
| Ips typographus                              | Bostryche typographe                                                                         |
| Zabrotes subfasciatus                        | Bruche brésilienne, bruche tropicale du pois                                                 |
| Callosobruchus chinensis                     | Bruche chinoise                                                                              |
| Bruchus rufimanus                            | Bruche de la fève                                                                            |
| Bruchus lentis                               | Bruche de la lentille                                                                        |
| Bruchus signaticornis                        | Bruche de la lentille                                                                        |
| Bruchus brachialis                           | Bruche de la vesce                                                                           |
| Acanthoscelides obtectus                     | Bruche du haricot                                                                            |
| Bruchus pisorum                              | Bruche du pois                                                                               |
| Hypera zoilus                                | Bruche du trèfle, charançon des feuilles du trèfle                                           |
| Coraebus florentinus                         | Bupreste du chêne                                                                            |
| Coraebus sinuatus                            | Bupreste du fraisier                                                                         |
| Coraebus undatus                             | Bupreste du liège, ver du liège                                                              |
| Coraebus rubi                                | Bupreste du rosier                                                                           |
| Agrilus aurichalceus                         | Bupreste du rosier                                                                           |
| Agrilus viridis                              | Bupreste vert                                                                                |
| Tenebroides mauritanicus                     | Cadelle                                                                                      |
| Tetropium castaneum                          | Callidie de l'épicea                                                                         |
| Capnodis tenebrionis                         | Capnode des arbres fruitiers, bupreste                                                       |
| Oberea linearis                              | Capricorne du noisetier                                                                      |
| Anoplophora glabripennis                     | Capricorne asiatique, longicorne asiatique ou capricorne à points blancs                     |
| Anoplophora chinensis                        | Capricorne asiatique des agrumes ou capricorne à points blancs                               |
| Cassida deflorata                            | Casside de l'artichaut                                                                       |
| Cassida nebulosa                             | Casside nébuleuse                                                                            |
| Cassida nobilis                              | Casside noble                                                                                |
| Cassida viridis                              | Casside verte, casside de la menthe                                                          |
| Cetonia aurata                               | Cétoine dorée                                                                                |
| Ceutorhynchus obstrictus                     | Charançon de la graine du chou                                                               |
| Ceutorhynchus quadridens                     | Charançon de la tige du chou, charançon du chou                                              |
| Ceutorhynchus napi                           | Charançon de la tige du colza                                                                |
| Ceutorhynchus assimilis                      | Charançon des siliques du colza, charançon des crucifères                                    |
| Ceutorhynchus pleurostigma                   | Charançon gallicole du chou                                                                  |
| Cosmopolites sordidus                        | Charançon du bananier                                                                        |
| Sitophilus granarius                         | Charançon du blé                                                                             |
| Ceutorhynchus picitarsis                     | Charançon du bourgeon terminal                                                               |
| Arrhenodes minutus                           | Charançon du chêne                                                                           |
| Anthonomus grandis                           | Charançon du cotonnier, charançon américain de la capsule, anthonome du cotonnier            |
| Sitophilus zeamais                           | Charançon du maïs                                                                            |
| Sternochetus mangiferae                      | Charançon du noyau de la mangue                                                              |
| Sitophilus oryzae                            | Charançon du riz, charançon du Texas                                                         |
| Rhynchophorus ferrugineus                    | Charançon rouge des palmiers                                                                 |
| Cryptorhynchus lapathi                       | Charançon du saule                                                                           |
| Phyllobius pomaceus                          | Charançon de l'ortie                                                                         |
| Chrysolopus spectabilis                      | Charançon australien                                                                         |
| Conotrachelus nenuphar                       | Charançon américain du prunier                                                               |
| Chrysolina americana                         | Chrysomèle du romarin, chrysomèle américaine                                                 |
| Diabrotica virgifera                         | Chrysomèle des racines du maïs                                                               |
| Lema daturophila                             | Chrysomèle de la pomme de terre                                                              |
| Gastroidea viridula                          | Chrysomèle de l'oseille                                                                      |
| Phyllodecta vitellinae                       | Chrysomèle de l'osier                                                                        |
| Phaedon cochleariae                          | Chrysomèle du cresson                                                                        |
| Melasoma populi                              | Chrysomèle du peuplier                                                                       |
| Cryptocephalus pini                          | Chrysomèle jaune du pin                                                                      |
| Byctiscus betulae                            | Cigarier de la vigne, Urbec                                                                  |
| Conorhynchus mendicus                        | Cléone mendiant                                                                              |
| Epilachna borealis                           | Coccinelle de la courge                                                                      |
| Henosepilachna vigintioctopunctata           | Coccinelle de la pomme de terre                                                              |
| Subcoccinella vigintiquatuorpunctata         | Coccinelle des légumineuses, coccinelle à vingt-quatre points                                |
| Cynegetis impunctata                         | Coccinelle des prairies                                                                      |
| Henosepilachna argus                         | Coccinelle du melon                                                                          |
| Epilachna varivestis                         | Coccinelle du haricot                                                                        |
| Epilachna chrysomelina                       | Coccinelle du melon, coccinelle du melon d'Afrique ou coccinelle des Cucurbitacées           |
| Crioceris duodecimpunctata                   | criocère à douze points                                                                      |
| Crioceris asparagi                           | Criocère de l'asperge                                                                        |
| Lilioceris merdigera                         | Criocère de l'oignon et du muguet                                                            |
| Oulema gallaeciana                           | Criocère de l'orge, petit criocère des céréales                                              |
| Oulema lichenis                              | Criocère des céréales                                                                        |
| Oulema melanopus                             | Criocère des céréales                                                                        |
| Lilioceris lilii                             | Criocère du lis                                                                              |
| Trogoderma granarium                         | Dermeste des grains                                                                          |
| Leptinotarsa decemlineata                    | Doryphore                                                                                    |
| Bromius obscurus                             | Eumolpe, gribouri, écrivain                                                                  |
| Xanthogaleruca luteola                       | Galéruque de l'orme                                                                          |
| Galerucella lineola                          | Galéruque de l'osier                                                                         |
| Galerucella tenella                          | Galéruque du fraisier                                                                        |
| Galerucella nymphaeae                        | Galéruque du nénuphar                                                                        |
| Prostephanus truncatus                       | Grand capucin du maïs                                                                        |
| Scolytus scolytus                            | Grand scolyte de l'orme                                                                      |
| Xestobium rufovillosum                       | Grande vrillette                                                                             |
| Ceutorhynchus napi                           | Gros charançon de la tige du colza                                                           |
| Melolontha melolontha                        | Hanneton commun                                                                              |
| Phyllopertha horticola                       | Hanneton horticole                                                                           |
| Ophonus pubescens                            | Harpale du fraisier                                                                          |
| Lasioderma serricorne                        | Lasioderme du tabac                                                                          |
| Oulema oryzae                                | Lème du riz                                                                                  |
| Lepidiota consobrina                         | (consobrina cane grub (en))                                                                  |
| Lixus juncii                                 | Lixus de la betterave                                                                        |
| Hesperophanes griseus                        | Longicorne du figuier                                                                        |
| Meligethes viridescens                       | Méligèthe des crucifères                                                                     |
| Meligethes aeneus                            | Méligèthe du colza                                                                           |
| Vesperus xatarti                             | Vespère de la vigne, Menge-mallol                                                            |
| Colaspidema atrum                            | Négril                                                                                       |
| Opatrum sabulosum                            | Opâtre des sables                                                                            |
| Orchestes quercus                            | Orcheste du chêne                                                                            |
| Orchestes fagi                               | Orcheste du hêtre                                                                            |
| Orchestes testaceus                          | Orcheste du bouleau                                                                          |
| Rynchaenus populi                            | Orcheste du peuplier                                                                         |
| Otiorhynchus ligustici                       | Otiorhynque de la livèche                                                                    |
| Otiorhynchus sulcatus                        | Otiorhynque de la vigne                                                                      |
| Otiorhynchus cribricollis                    | Otiorhynque de l'olivier                                                                     |
| Otiorhynchus rugosostriatus                  | Otiorhynque des cyclamens                                                                    |
| Otiorhynchus meridionalis                    | Otiorhynque méridional                                                                       |
| Peritelus sphaeroides                        | Péritèle gris                                                                                |
| Anthonomus spilatus                          | Petit anthonome du poirier                                                                   |
| Scolytus multistriatus                       | Petit scolyte de l'orme, scolyte européen de l'orme                                          |
| Hypera postica                               | Phytonome de la luzerne, phytonome variable, babotte grise, charançon postiche de la luzerne |
| Rhynchites bacchus                           | Rhynchite bacchus                                                                            |
| Rhynchites coeruleus                         | Rhynchite coupe-bourgeons                                                                    |
| Rhynchites auratus                           | Rhynchite doré                                                                               |
| Byctiscus populi                             | Rhynchite du peuplier                                                                        |
| Coenorhinus aequatus                         | Rhynchite rouge du pommier                                                                   |
| Popillia japonica                            | Scarabée japonais                                                                            |
| Anomala orientalis                           | Scarabée oriental                                                                            |
| Blitophaga opaca                             | Silphe de la betterave                                                                       |
| Scolytus schevyrewi                          | Scolyte asiatique de l'orme                                                                  |
| Xylosandrus morigerus                        | Scolyte brun du caféier                                                                      |
| Scolytus amygdali                            | Scolyte de l'amandier                                                                        |
| Phloeotribus oleae                           | Scolyte de l'olivier                                                                         |
| Scolytus ratzeburgi                          | Scolyte du bouleau                                                                           |
| Hypothenemus hampei                          | Scolyte du caféier                                                                           |
| Scolytus intricatus                          | Scolyte du chêne                                                                             |
| Hypoborus ficus                              | Scolyte du figuier                                                                           |
| Scolytus mali                                | Scolyte du pommier, bostryche disparate                                                      |
| Ruguloscolytus rugulosus                     | Scolyte rugueux, petit scolyte des arbres fruitiers                                          |
| Sitona lineatus                              | Sitone du pois                                                                               |
| Oryzaephilus surinamensis                    | sylvain, silvain dentelé des grains, cucujide dentelé des grains, lisette                    |
| Agriotes lineatus                            | Taupins                                                                                      |
| Agriotes obscurus                            | Taupins                                                                                      |
| Agriotes sputator                            | Taupins                                                                                      |
| Agriotes ustulatus                           | Taupins                                                                                      |
| Cantharis obscura                            | Téléphore obscur                                                                             |
| Vesperus xatarti                             | Vespère de Xatart                                                                            |
| Xyleborus dispar                             | Xylébore disparate                                                                           |
| Byturus ochraceus                            | Ver des framboises                                                                           |
| Byturus urbanus                              | Ver des framboises                                                                           |
| Zabrus tenebrioides                          | Zabre des céréales, zabre bossu, zabre ténébreux                                             |
| Dermolepida albohirtum                       | Ver blanc de la canne à sucre                                                                |
| Hylobius abietis                             | Grand charançon du pin ou Hylobie du sapin                                                   |
| Hylobius excavatus                           | Gros charançon de l'épinette                                                                 |
| Pissodes strobi                              | Charançon du pin blanc                                                                       |
| Pissodes piceae                              | Pissode du sapin                                                                             |
| genres Premnotrypes, Phyrdenus, Rhigopsidius | Charançon andin de la pomme de terre                                                         |

#### Diptères

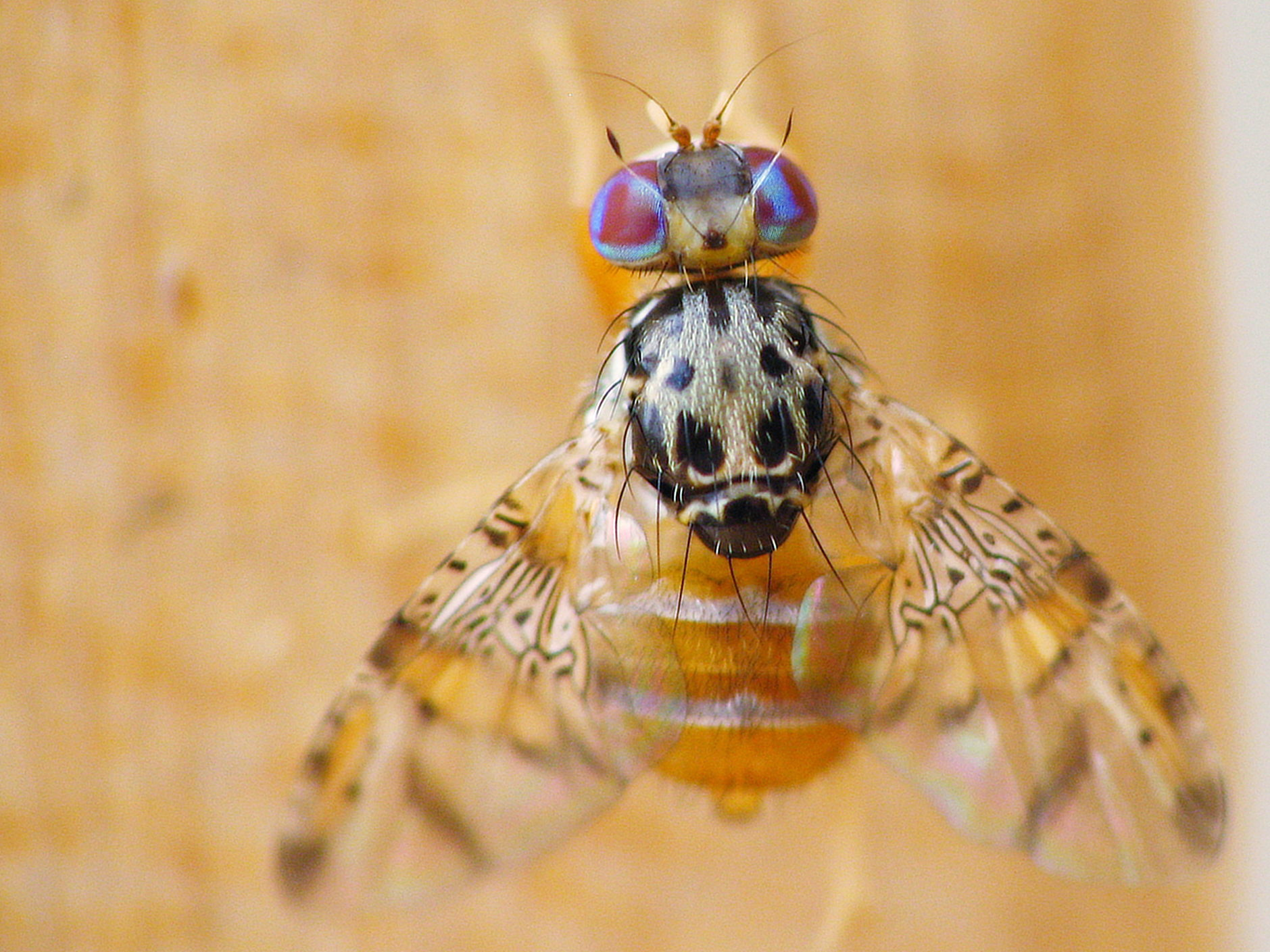
Ceratitis capitata (mouche méditerranéenne des fruits).

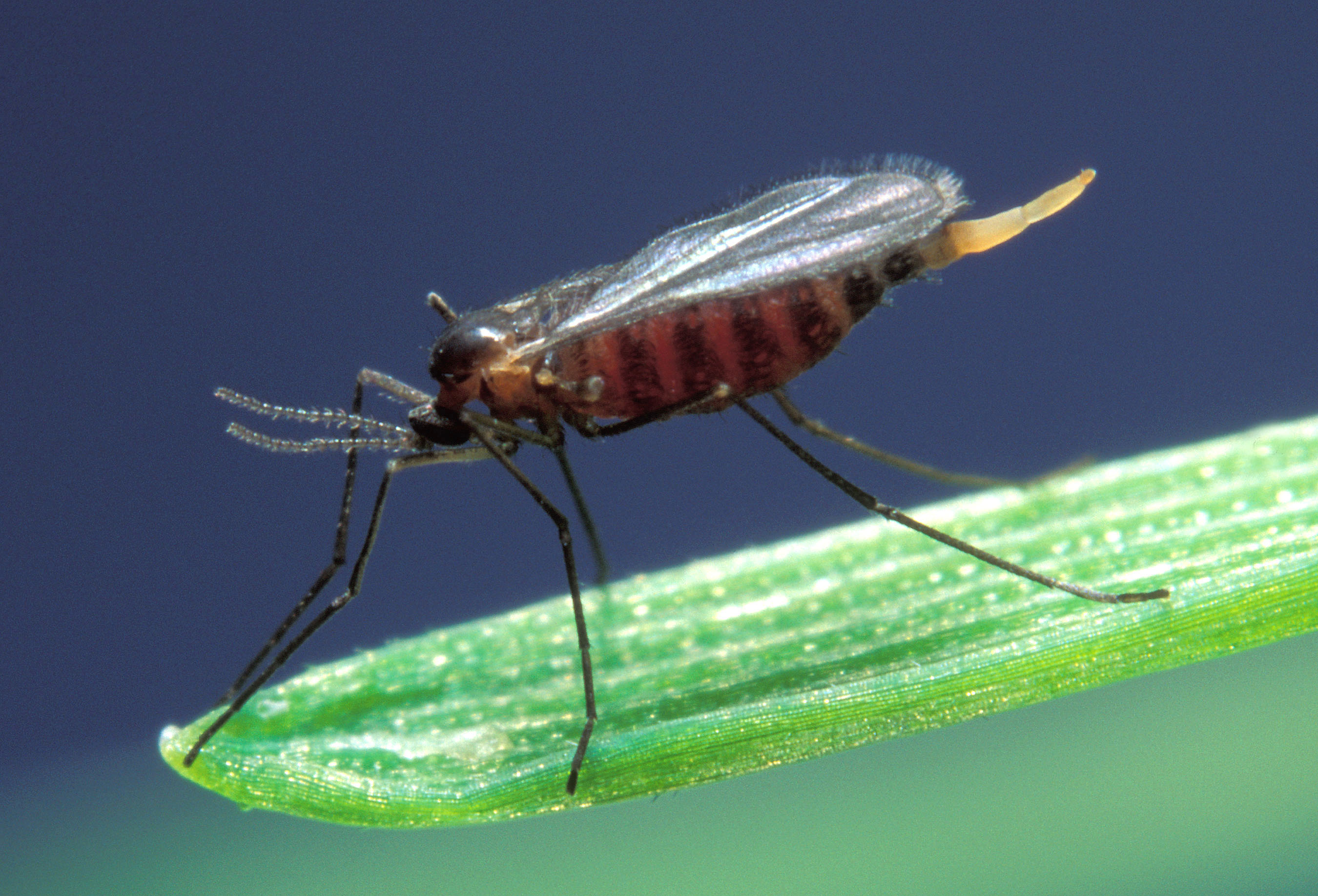
Mayetiola destructor (mouche de Hesse).

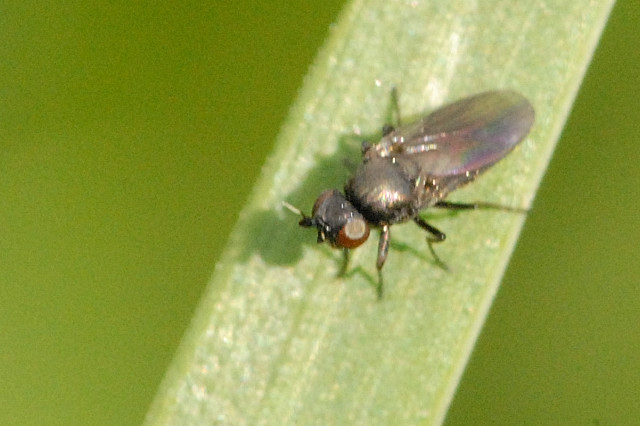
Oscinella frit (oscinie de l'avoine).

| Bibio hortulanus            | Bibion horticole                                                                 |
| Bibio marci                 | Bibion Saint-Marc                                                                |
| Kiefferia pimpinella        | Cécidomyie de la carotte                                                         |
| Resseliella lavandulae      | Cécidomyie de la lavande                                                         |
| Kiefferia viticola          | Cécidomyie de la vigne                                                           |
| Dasineura affinis           | Cécidomyie de la violette                                                        |
| Mayetiola avenae            | Cécidomyie de l'avoine                                                           |
| Resseliella theobaldi       | Cécidomyie de l'écorce du framboisier                                            |
| Janetiella oenophila        | Cécidomyie des feuilles de la vigne                                              |
| Mikiola fagi                | Cécidomyie des feuilles du hêtre                                                 |
| Dasineura pyri              | Cécidomyie des feuilles du poirier                                               |
| Dasineura mali              | Cécidomyie des feuilles du pommier                                               |
| Contarinia tritici          | Cécidomyie jaune du blé, Cécidomyie des fleurs du blé                            |
| Contarinia rubicola         | Cécidomyie des fleurs de la ronce                                                |
| Contarinia lentis           | Cécidomyie des fleurs de lentille                                                |
| Gephyraulus raphanistri     | Cécidomyie des fleurs des crucifères                                             |
| Contarinia ribis            | Cécidomyie des fleurs du groseillier                                             |
| Contarinia loti             | Cécidomyie des fleurs du lotier                                                  |
| Contarinia onobrychidis     | Cécidomyie des fleurs du sainfoin                                                |
| Contarinia pruniflorum      | Cécidomyie des fleurs du prunier                                                 |
| Contarinia medicaginis      | Cécidomyie des fleurs de luzerne                                                 |
| Lasioptera rubi             | Cécidomyie des galles du framboisier                                             |
| Asphondylla miki            | Cécidomyie des gousses de luzerne                                                |
| Thomasiniana oculiperla     | Cécidomyie des greffes                                                           |
| Itonida pini                | Cécidomyie des pins d'Europe                                                     |
| Contarinia pyrivora         | Cécidomyie des poirettes                                                         |
| Dasineura ignorata          | Cécidomyie des pousses de la luzerne                                             |
| Haplodiplosis marginata     | Cécidomyie des tiges du blé, Cécidomyie équestre                                 |
| Monarthropalpus buxi        | Cécidomyie du buis                                                               |
| Dasineura brassicae         | Cécidomyie du colza, cécidomyie des siliques des crucifères                      |
| Contarinia nasturtii        | Cécidomyie du chou-fleur                                                         |
| Diarthronomyia chrysanthemi | Cécidomyie du chrysanthème                                                       |
| Thomasiniana theobaldi      | Cécidomyie du framboisier                                                        |
| Contarinia humuli           | Cécidomyie du houblon                                                            |
| Contarinia pisi             | Cécidomyie du pois                                                               |
| Dasineura lupulinae         | Cécidomyie jaune de la luzerne                                                   |
| Contarinia tritici          | Cécidomyie jaune du blé                                                          |
| Sitodiplosis mosellana      | Cécidomyie orangée du blé                                                        |
| Chlorops pumilionis         | Chlorops du blé et de l'orge, chlorops à pieds annelés, mouche jaune des chaumes |
| Cephus pygmaeus             | Cèphe du blé                                                                     |
| Agromyza nigrella           | Mineuse des céréales                                                             |
| Napomyza gymnostoma         | Mineuse des feuilles d'Allium                                                    |
| Anastrepha obliqua          | mouche antillaise des fruits                                                     |
| Bactrocera minax            | mouche chinoise des agrumes                                                      |
| Anastrepha ludens           | mouche mexicaine des fruits                                                      |
| Lonchaea aristella          | mouche noire de la figue                                                         |
| Stomoxys calcitrans         | mouche piquante, mouche charbonneuse                                             |
| Mayetiola destructor        | mouche de Hesse, cécidomyie destructive                                          |
| Agromyza apfelbecki         | Mouche de l'artichaut                                                            |
| Plioreocepta poeciloptera   | Mouche de l'asperge                                                              |
| Pegomyia betae              | Mouche de la betterave, pégomyie de la betterave                                 |
| Tetanops myopaeformis       | mouche de la betterave à sucre                                                   |
| Liriomyza bryoniae          | Mouche de la bryone                                                              |
| Psila rosae                 | Mouche de la carotte                                                             |
| Delia brunnescens           | Mouche de l'œillet                                                               |
| Phorbia antiqua             | Mouche de l'oignon                                                               |
| Bactrocera olea             | Mouche de l'olive                                                                |
| Pegomyia bicolor            | Mouche de l'oseille                                                              |
| Pegomyia nigritarsis        | Mouche de l'oseille                                                              |
| Rhagoletis cerasi           | Mouche de la cerise, mouche des cerises                                          |
| Bactrocera frauenfeldi      | mouche de la mangue                                                              |
| Rhagoletis completa         | Mouche des brous du noyer                                                        |
| Eumerus strigatus           | Mouche des bulbes                                                                |
| Eumerus tuberculatus        | Mouche des bulbes                                                                |
| Hydrellia griseola          | Mouche des céréales                                                              |
| Phytomyza atricornis        | Mouche des chrysanthèmes                                                         |
| Anastrepha suspensa         | mouche des fruits caribéenne                                                     |
| Ceratitis rosa              | mouche des fruits du Natal                                                       |
| Bactrocera xanthodes        | mouche des fruits du Pacifique                                                   |
| Bactrocera tryoni           | mouche des fruits du Queensland                                                  |
| Anastrepha fraterculus      | mouche des fruits sud-américaine                                                 |
| Lampetia equestris          | Mouche des narcisses                                                             |
| Delia platura               | Mouche des semis                                                                 |
| Meromyza saltatrix          | Mouche des tiges du blé                                                          |
| Euleia heraclei             | Mouche du céleri                                                                 |
| Acanthiophilus helianthi    | Mouche du carthame                                                               |
| Delia radicum               | Mouche du chou                                                                   |
| Hydrellia nasturtii         | mouche du cresson                                                                |
| Bactrocera cucurbitae       | mouche du melon                                                                  |
| Delia floralis              | Mouche du navet                                                                  |
| Elachiptera oryzae          | Mouche du riz                                                                    |
| Ophiomyia pinguis           | Mouche grise de l'endive                                                         |
| Phorbia coarctata           | Mouche grise des céréales                                                        |
| Phorbia platura             | Mouche grise des semis                                                           |
| Opomyza florum              | Mouche jaune des céréales                                                        |
| Eumerus strigatus           | mouche des bulbes                                                                |
| Merodon equestris           | Mouche des narcisses                                                             |
| Phorbia platura             | Mouche des semis                                                                 |
| Ceratitis capitata          | Mouche méditerranéenne des fruits, mouche des fruits, mouche à fruit             |
| Liriomyza trifolii          | Mouche mineuse américaine                                                        |
| Agromyza megalopsis         | Mouche mineuse des céréales                                                      |
| Phytomyza gymnostoma        | Mouche mineuse du poireau, mouche mineuse des feuilles d'allium                  |
| Liriomyza huidobrensis      | Mouche mineuse sud-américaine                                                    |
| Bactrocera dorsalis         | mouche orientale des fruits                                                      |
| Oscinella frit              | Oscinie de l'avoine                                                              |
| Oscinella pusilla           | Oscinie des céréales, oscinie de l'orge                                          |
| Pegomyia hyoscyami          | Pégomyie de la jusquiame                                                         |
| Tipula oleracea             | Tipule du chou, tipule potagère                                                  |
| Tipula paludosa             | Tipule des prairies                                                              |

#### Hémiptères

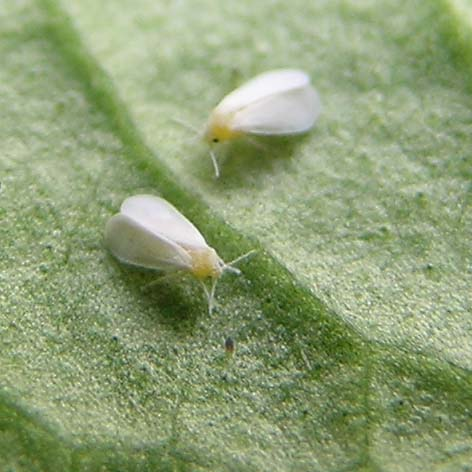
Trialeurodes vaporariorum (aleurode des serres).

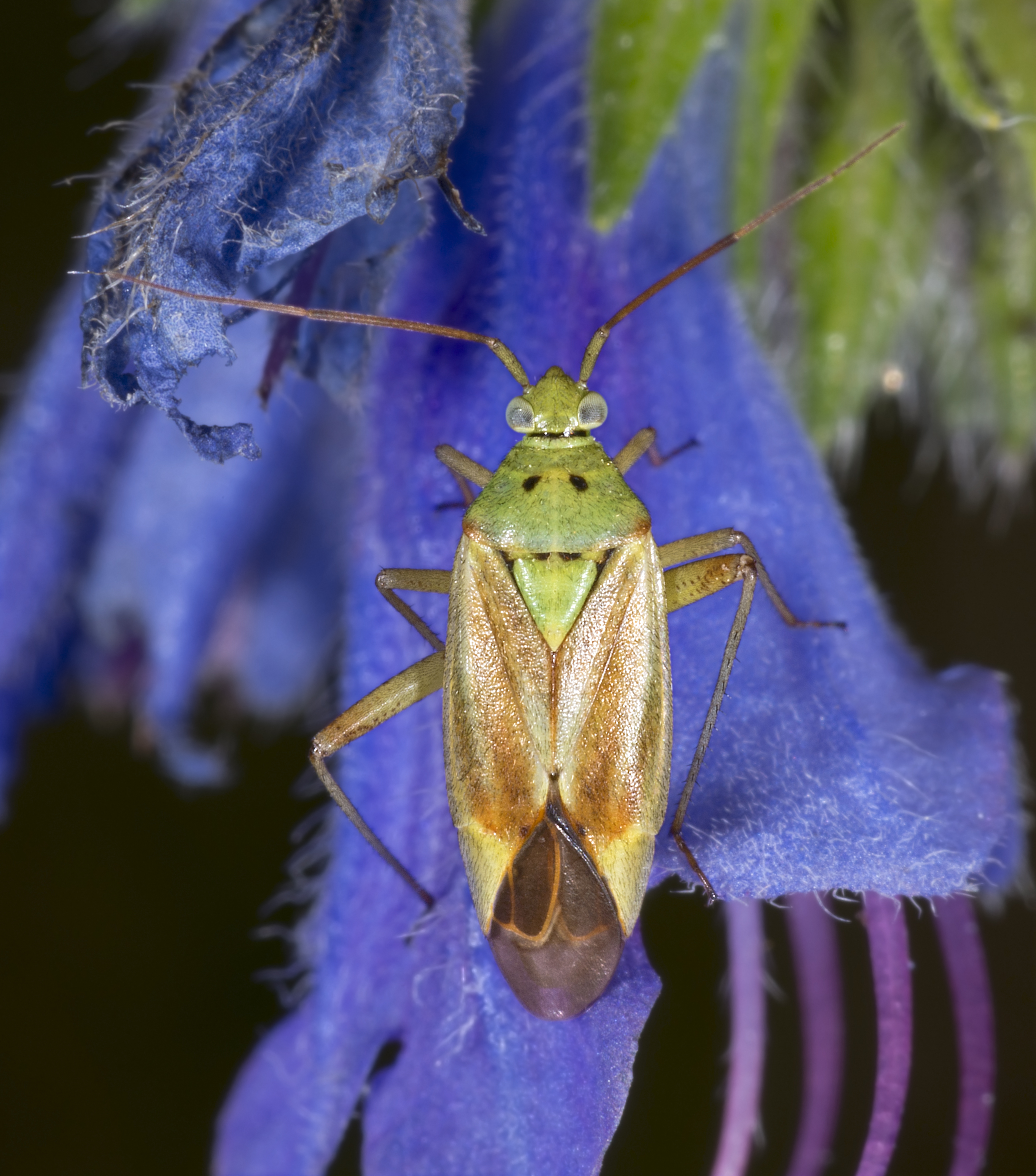
Punaise de la pomme de terre.

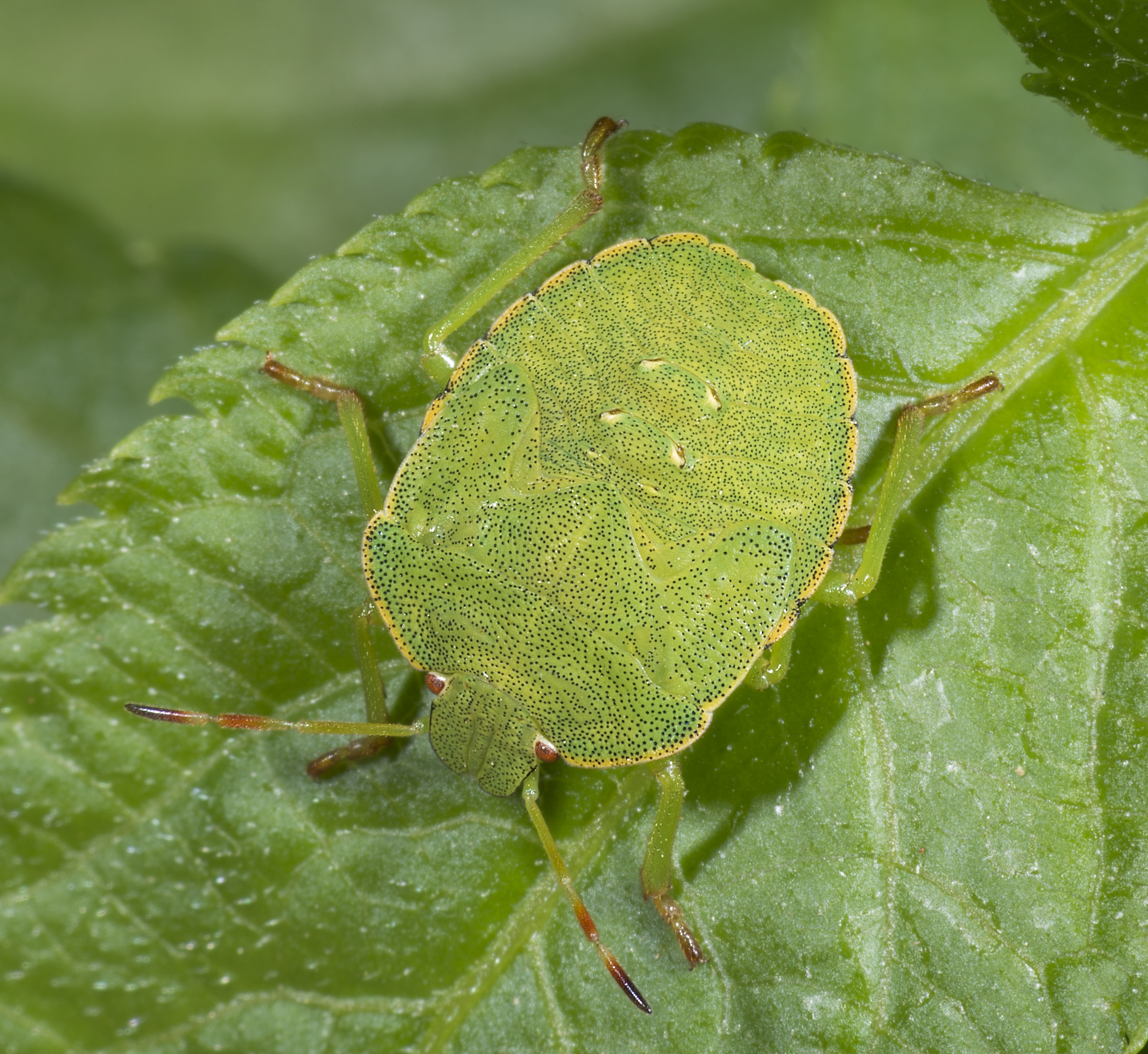
Punaise verte des bois.

| Bemisia tabaci                | Aleurode du tabac                                                                   |
| Aleurothrixus floccosus       | Aleurode floconneux des citrus                                                      |
| Trialeurodes vaporariorum     | Aleurode des serres, mouche blanche des serres                                      |
| Ceroplastes rusci             | Céroplaste du figuier                                                               |
| Jacobiasca lybica             | cicadelle africaine de la vigne                                                     |
| Metcalfa pruinosa             | cicadelle blanche ou flatide pruineuse                                              |
| Empoasca fabae                | cicadelle de la pomme de terre                                                      |
| Erythroneura comes            | Cicadelle de la vigne                                                               |
| Scaphoideus titanus           | Cicadelle de la vigne                                                               |
| Empoasca vitis                | Cicadelle des grillures de la vigne                                                 |
| Icerya purchasi               | Cochenille australienne                                                             |
| Parlatoria blanchardi         | Cochenille blanche du palmier-dattier                                               |
| Heliococcus bohemicus         | Cochenille bohémienne                                                               |
| Diaspis bromeliae             | Cochenille de l'ananas                                                              |
| Pulvinaria vitis              | Cochenille de la vigne                                                              |
| Physokermes hemicryphus       |                                                                                     |
| Physokermes piceae            | cochenille des bourgeons de l'épicéa                                                |
| Diaspis echinocacti           | cochenille des cactées                                                              |
| Unaspis euonymi               | Cochenille du fusain                                                                |
| Cryptococcus fagisuga         | Cochenille du hêtre                                                                 |
| Aonidia lauri                 | Cochenille du laurier                                                               |
| Aspidiotus hederae            | Cochenille du lierre                                                                |
| Aulacaspis tubercularis       | cochenille du manguier                                                              |
| Pseudaulacaspis pentagona     | Cochenille du mûrier                                                                |
| Matsuccocus feytaudi          | cochenille du pin maritime                                                          |
| Phenacoccus aceri             | Cochenille du pommier                                                               |
| Aulacapsis rosae              | Cochenille du rosier                                                                |
| Puto cupressi                 | Cochenille du sapin                                                                 |
| Chionaspis salicis            | Cochenille du saule                                                                 |
| Pseudococcus affinis          | Cochenille farineuse, Cochenille farineuse de la vigne                              |
| Planococcus citri             | Cochenille farineuse de l'oranger, Cochenille farineuse de l'oranger et de la vigne |
| Pulvinaria floccifera         | Cochenille floconneuse des serres                                                   |
| Quadraspidiotus piri          | Cochenille jaune des arbres fruitiers                                               |
| Saissetia oleae               | Cochenille noire de l'olivier                                                       |
| Quadraspidiotus ostraeiformis | Cochenille ostréiforme                                                              |
| Phoenicococcus marlatti       | cochenille rouge du dattier                                                         |
| Epidiaspis leperii            | Cochenille rouge du poirier                                                         |
| Coccus viridis                | Cochenille verte ou Cochenille verte du caféier                                     |
| Lepidosaphes ulmi             | Cochenille virgule du pommier                                                       |
| Epidiaspis leperii            | Diaspis du poirier, cochenille du poirier                                           |
| Hyalesthes obsoletus          | fulgor du stolbur                                                                   |
| Corylobium avellanae          | Grand Puceron du noisetier                                                          |
| Capsodes sulcatus             | Grisette de la vigne                                                                |
| Eulecanium corni              | Lecanium du cornouiller et de la vigne                                              |
| Eulecanium coryli             |                                                                                     |
| Eulecanium persicae           | Lecanium du pêcher                                                                  |
| Eulecanium tiliae             | Lecanium du tilleul                                                                 |
| Daktulosphaira vitifoliae     | Phylloxéra de la vigne                                                              |
| Aphanostigma piri             | Phylloxéra du poirier                                                               |
| Diaspidiotus perniciosus      | Pou de San José                                                                     |
| Chrysomphalus dictyospermi    | Pou rouge des orangers                                                              |
| Trioza erytreae               | Psylle africain des agrumes                                                         |
| Diaphorina citri              | Psylle asiatique des agrumes                                                        |
| Cacopsylla pyri               | Psylle commun du poirier                                                            |
| Cacopsylla mali               | Psylle du pommier                                                                   |
| Melanaphis pyrarius           | Puceron brun du poirier                                                             |
| Brachycaudus prunicola        | Puceron brun du prunier                                                             |
| Brevicoryne brassicae         | Puceron cendré du chou                                                              |
| Dysaphis pyri                 | Puceron cendré du poirier                                                           |
| Dysaphis plantaginea          | Puceron cendré du pommier                                                           |
| Myzus varians                 | Puceron cigarier du pêcher                                                          |
| Aulacorthum solani            | Puceron de la digitale                                                              |
| Hyperomyzus lactucae          | Puceron de la laitue                                                                |
| Brachycaudus cardui           | Puceron de l'artichaut                                                              |
| Myzus ascalonicus             | Puceron de l'échalote                                                               |
| Toxoptera aurantii            | Puceron de l'oranger                                                                |
| Metopolophium dirhodum        | Puceron des céréales                                                                |
| Sitobion avenae               | Puceron des épis de céréales                                                        |
| Rhopalosiphoninus latysiphon  | Puceron des germes de la pomme de terre                                             |
| Aphis gossypii                | Puceron du cotonnier                                                                |
| Phorodon humuli               | Puceron du houblon                                                                  |
| Rhopalosiphum padi            | Puceron du merisier à grappe                                                        |
| Hyalopterus pruni             | Puceron farineux du prunier                                                         |
| Chaetosiphon fragaefolii      | Puceron jaune du fraisier                                                           |
| Cryptomyzus ribis             | Puceron jaune du groseillier                                                        |
| Eriosoma lanigerum            | Puceron lanigère du pommier                                                         |
| Aphis fabae                   | Puceron noir de la fève                                                             |
| Toxoptera aurantii            | puceron noir de l'oranger, puceron du caféier, puceron du théier                    |
| Myzus cerasi                  | Puceron noir du cerisier                                                            |
| Brachycaudus persicae         | Puceron noir du pêcher                                                              |
| Diuraphis noxia               | Puceron russe du blé                                                                |
| Toxoptera citricidus          | puceron tropical de l’oranger, puceron brun des agrumes                             |
| Macrosiphum euphorbiae        | Puceron vert et rose de la pomme de terre                                           |
| Capitophorus horni            | Puceron vert de l'artichaut                                                         |
| Aphis forbesi                 | Puceron vert du fraisier                                                            |
| Aphis schneideri              | Puceron vert du groseillier                                                         |
| Aphis grossulariae            | Puceron vert du groseillier épineux                                                 |
| Myzus persicae                | Puceron vert du pêcher                                                              |
| Acyrthosiphon pisum           | Puceron vert du pois                                                                |
| Aphis pomi                    | Puceron vert du pommier                                                             |
| Brachycaudus helichrysi       | Puceron vert du prunier                                                             |
| Macrosiphum rosae             | Puceron vert du rosier                                                              |
| Macrosiphum euphorbiae        | Puceron vert de la tomate                                                           |
| Rhopalosiphum insertum        | Puceron vert migrant du pommier                                                     |
| Closterotomus norvegicus      | Punaise de la pomme de terre, capside de la pomme de terre, punaise des fraises     |
| Anasa tristis                 | punaise de la courge                                                                |
| Aelia acuminata               | Punaise des céréales, punaise des blés                                              |
| Carpocoris pudicus            | Punaise des céréales, punaise des blés                                              |
| Eurygaster austriaca          | Punaise des céréales, punaise des blés                                              |
| Eurygaster integriceps        | Punaise des céréales, punaise des blés                                              |
| Eurygaster maura              | Punaise des céréales, punaise des blés                                              |
| Antestiopsis orbitalis        | punaise du caféier, punaise bigarrée                                                |
| Agonoscelis versicolor        | Punaise du mil du Soudan                                                            |
| Eurydema oleraceum            | Punaise potagère, punaise verte du chou                                             |
| Eurydema ornatum              | Punaise rouge du chou, punaise ornée                                                |
| Palomena prasina              | Punaise verte, punaise verte des bois                                               |
| Nezara viridula               | punaise verte puante, punaise verte ponctuée                                        |
| Monostira unicostata          | Tigre de l'amandier                                                                 |
| Corythucha ciliata            | Tigre du platane                                                                    |
| Stephanitis pyri              | Tigre du poirier                                                                    |

#### Hyménoptères

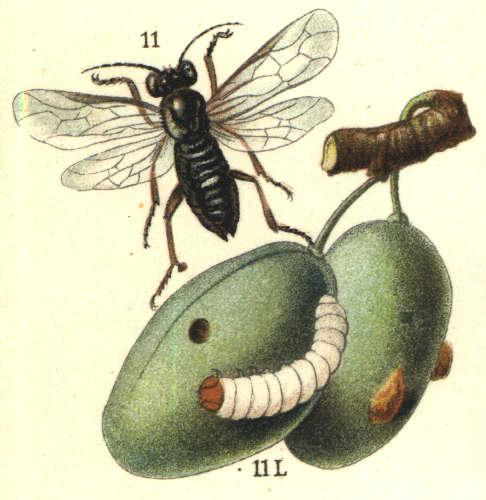
Hoplocampa minuta (hoplocampe commun du prunier).

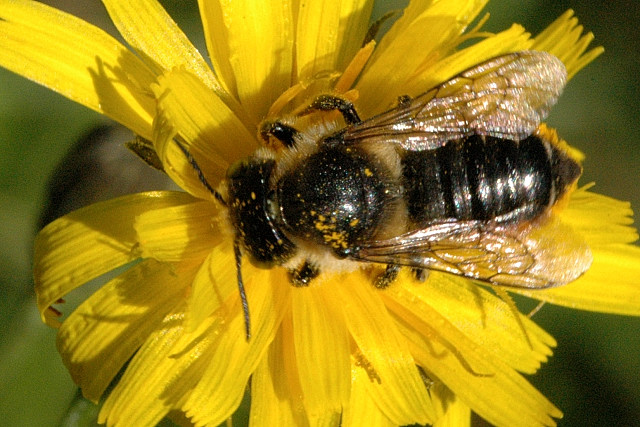
Megachile centuncularis (mégachile du rosier).

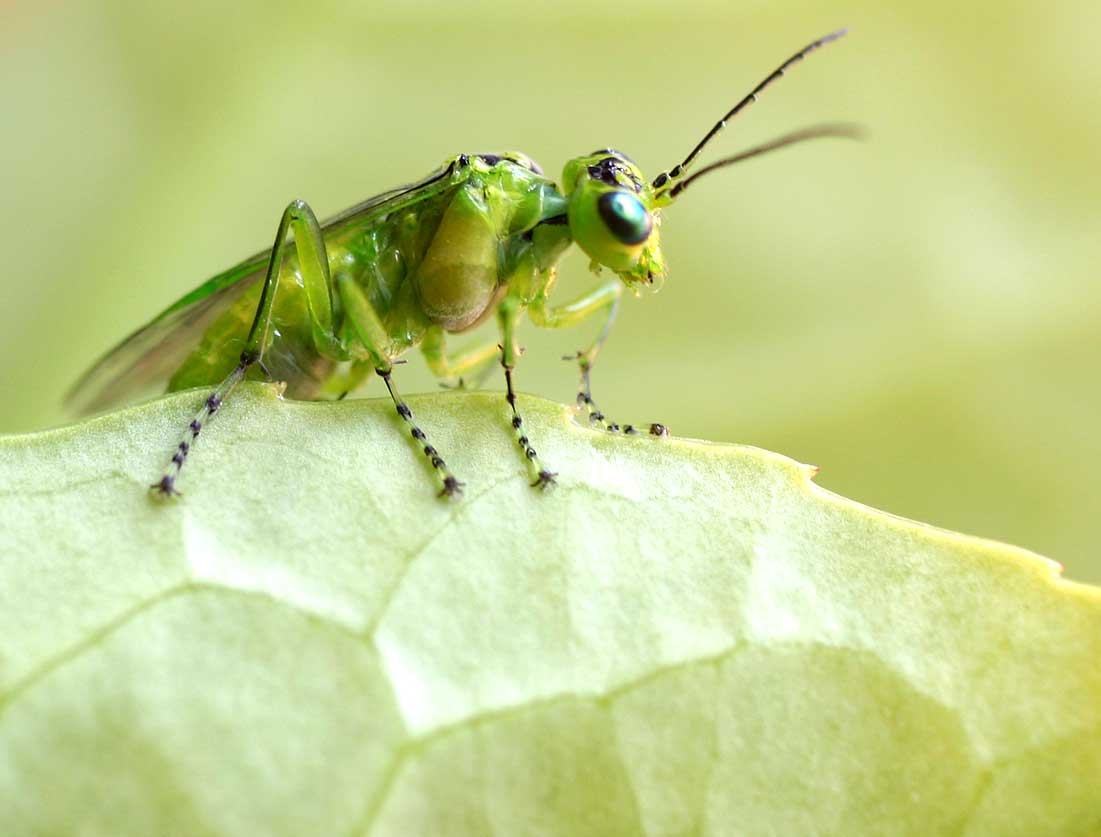
Rhogogaster viridis (tenthrède verte).

| Cephus pygmeus             | Cèphe des chaumes                                      |
| Janus compressus           | Cèphe du poirier                                       |
| Biorhiza pallida           | Cynips de la pomme du chêne                            |
| Dryocosmus kuriphilus      | cynips du châtaignier                                  |
| Diplolepis rosae           | Cynips du rosier                                       |
| Linepithema humile         | fourmi d'Argentine                                     |
| Vespa crabro               | Frelon                                                 |
| Vespula germanica          | Guêpe germanique                                       |
| Hoplocampa flava           | Hoplocampe commun du prunier                           |
| Hoplocampa minuta          | Hoplocampe noir du prunier                             |
| Hoplocampa brevis          | Hoplocampe du poirier                                  |
| Hoplocampa testudinea      | Hoplocampe du pommier                                  |
| Diprion pini               | Lophyre du pin                                         |
| Neodiprion sertifer        | Lophyre roux                                           |
| Acantholyda erythrocephala | Lyde bleue                                             |
| Acantholyda stellata       | Lyde étoilée                                           |
| Cephalcia abietis          | Lyde de l'épicéa                                       |
| Neurotoma nemoralis        | Lyde du pêcher                                         |
| Neurotoma saltuum          | Lyde du poirier                                        |
| Megachile centuncularis    | Mégachile du rosier                                    |
| Pristiphora pallipes       | Petit tenthrède du groseillier                         |
| Urocerus gigas             | Sirex géant                                            |
| Athalia rosae              | Tenthrède de la rave                                   |
| Cladius pectinicornis      | tenthrède décapeuse du rosier                          |
| Ametastegia glabrata       | Tenthrède de l'oseille                                 |
| Athalia rosae              | Tenthrède de la rave                                   |
| Ardis pallipes             | mineuse des pousses ou tenthrède des pousses du rosier |
| Allantus cingulatus        | tenthrède du rosier                                    |
| Blennocampa phyllocolpa    | tenthrède rouleuse des feuilles du rosier              |
| Arge ochropus              | Hylotome du rosier, Tenthrède défeuillante du rosier   |
| Nematus ribesii            | Tenthrède du groseillier                               |
| Arge berberidis            | Tenthrède du mahonia                                   |
| Arge pagana                | Tenthrède du rosier, tenthrède des feuilles du rosier  |
| Allantus cinctus           | Tenthrède du rosier ou tenthrède ceinturée             |
| Caliroa limacina           | Tenthrède limace                                       |
| Rhogogaster viridis        | Tenthrède verte                                        |

#### Lépidoptères

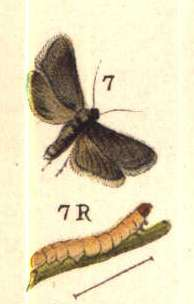
Grapholita funebrana (Carpocapse des prunes)

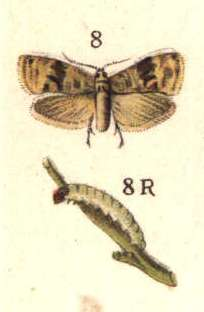
Eupoecilia ambiguella (Cochylis de la vigne ou ver de la grappe)

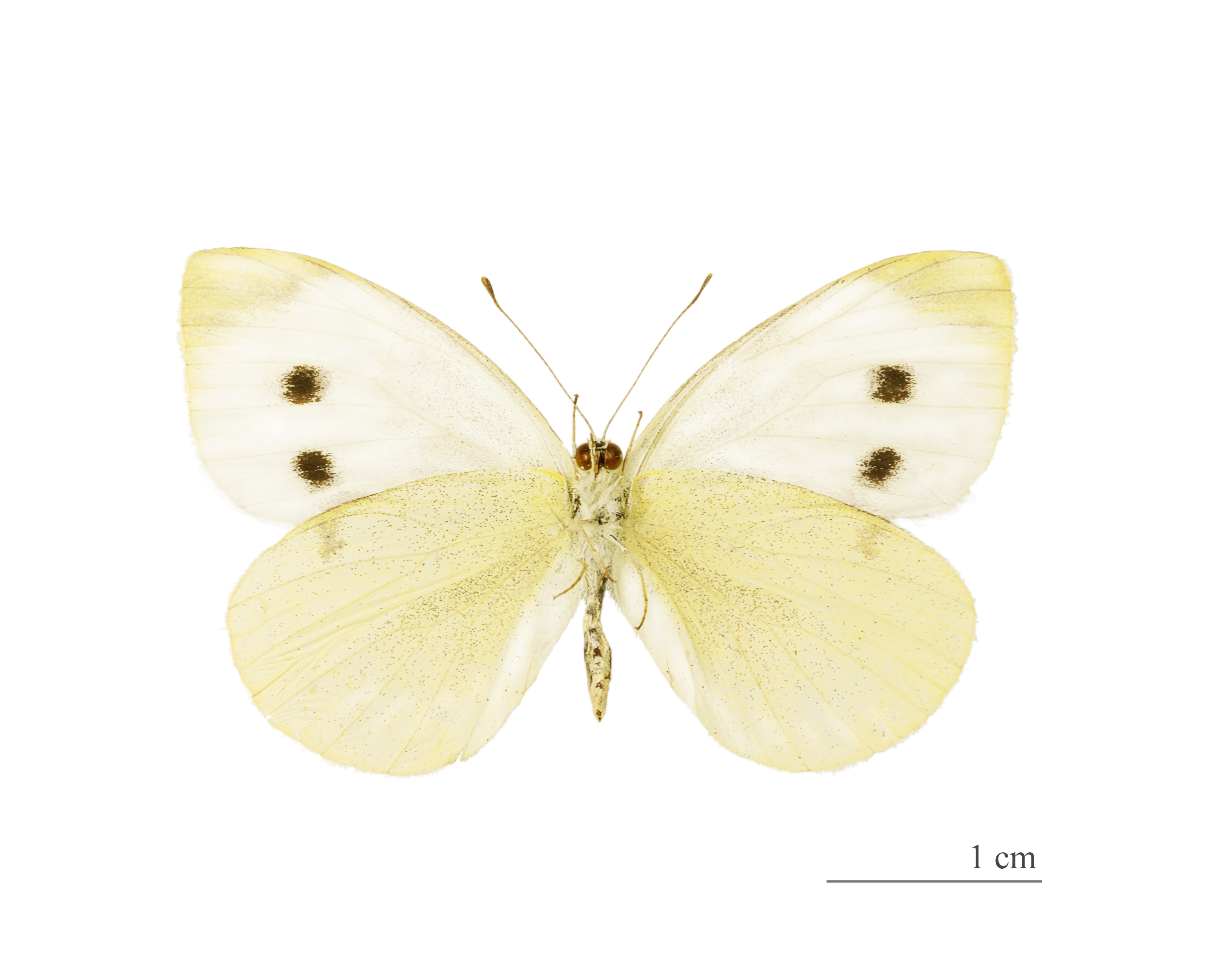
Piéride de la rave

| Sitotroga cerealella            | Alucite des céréales                                                                                        |
| Cydia splendana                 | Carpocapse des châtaignes                                                                                   |
| Cydia pomonella                 | Carpocapse des pommes et des poires                                                                         |
| Grapholita funebrana            | Carpocapse des prunes, ver des prunes                                                                       |
| Leucoptera malifoliella         | Cémiostome du pommier                                                                                       |
| Operophtera brumata             | Cheimatobie, Phalène hiémale                                                                                |
| Parahypopta caestrum            | Chenille à fourreau de l'asperge                                                                            |
| Boarmia gemmaria                | Chenille arpenteuse à losanges                                                                              |
| Eupoecilia ambiguella           | Cochylis de la vigne, ver de la grappe                                                                      |
| Coleophora hemerobiella         | Coléophore des arbres fruitiers                                                                             |
| Lobesia botrana                 | Eudémis de la vigne, ver de la grappe                                                                       |
| Anthores leuconotus             | foreur blanc du tronc du caféier                                                                            |
| Etiella zinckenella             | foreur des gousses de haricot de Lima, pyrale du haricot                                                    |
| Temnorhynchus coronatus         | foreur des tiges du cocotier                                                                                |
| Synanthedon rhododendri         | foreur du rhododendron                                                                                      |
| Scrobipalpa aptatella           | foreur du tabac                                                                                             |
| Telchin licus                   | foreur du tronc du bananier                                                                                 |
| Chilo partellus                 | foreur ponctué de graminées                                                                                 |
| Chilo sacchariphagus            | foreur ponctué de la canne à sucre                                                                          |
| Cossus cossus                   | Gâte-bois                                                                                                   |
| Scythropia crataegella          | Hyponomeute de l'aubépine                                                                                   |
| Yponomeuta sedella              | Hyponomeute des orpins                                                                                      |
| Yponomeuta mahalebella          | Hyponomeute du faux merisier                                                                                |
| Yponomeuta evonymella           | Hyponomeute du fusain                                                                                       |
| Yponomeuta malinella            | Hyponomeute du pommier                                                                                      |
| Yponomeuta padella              | Hyponomeute du prunier, Hyponomeute du cerisier                                                             |
| Yponomeuta rorrella             | Hyponomeute du saule                                                                                        |
| Yponomeuta plumbella            | Hyponomeute plombée, petite hyponomeute du fusain                                                           |
| Phyllocnistis vitegenella       | Mineuse américaine de la vigne                                                                              |
| Lyonetia clerkella              | Mineuse des arbres fruitiers                                                                                |
| Stigmella malella               | Mineuse des feuilles du pommier                                                                             |
| Cameraria ohridella             | Mineuse du marronnier                                                                                       |
| Phytomyza (Napomyza) gymnostoma | Mineuse du poireau                                                                                          |
| Phyllonorycter blancardella     | Mineuse du pommier, mineuse marbrée                                                                         |
| Lithocolletis blancardella      | Mineuse marbrée                                                                                             |
| Tuta absoluta                   | Mineuse sud-américaine de la tomate                                                                         |
| Keiferia lycopersicella         | Mineuse tropicale de la tomate                                                                              |
| Spodoptera frugiperda           | Noctuelle américaine du maïs, légionnaire d'automne                                                         |
| Hypena proboscidalis            | Noctuelle à museau                                                                                          |
| Mythimna unipuncta              | Noctuelle à point blanc                                                                                     |
| Apamea sordens                  | Noctuelle basilaire, noctuelle du blé, noctuelle du chiendent                                               |
| Amphipyra pyramidea             | Noctuelle cuivrée                                                                                           |
| Oligia fasciuncula              | Noctuelle de la canche                                                                                      |
| Heliothis virescens             | Noctuelle des bourgeons du tabac                                                                            |
| Heliothis viriplaca             | Noctuelle de la cardère                                                                                     |
| Heliothis dipsacea              | Noctuelle de la luzerne, noctuelle du trèfle                                                                |
| Acronicta rumicis               | Noctuelle de la patience                                                                                    |
| Hydraecia micacea               | Noctuelle de la pomme de terre                                                                              |
| Helicoverpa armigera            | Noctuelle de la tomate                                                                                      |
| Apamea unanimis                 | Noctuelle de l'alpiste                                                                                      |
| Gortyna xanthenes               | Noctuelle de l'artichaut                                                                                    |
| Acronicta aceris                | Noctuelle de l'érable                                                                                       |
| Dicranura ulmi                  | Noctuelle de l'orme                                                                                         |
| Cerapteryx graminis             | Noctuelle des céréales                                                                                      |
| Tholea decimalis                | Noctuelle des fourrages                                                                                     |
| Agrotis segetum                 | Noctuelle des moissons                                                                                      |
| Tiracola plagiata               | Noctuelle du bananier, Noctuelle du cacaoyer                                                                |
| Euxoa tritici                   | Noctuelle du blé, Noctuelle du froment                                                                      |
| Characoma stictigrapta          | Noctuelle du cacao                                                                                          |
| Characoma ruficirra             | Noctuelle du châtaignier                                                                                    |
| Mamestra brassicae              | Noctuelle du chou, brassicaire                                                                              |
| Colocasia coryli                | Noctuelle du coudrier                                                                                       |
| Spodoptera littoralis           | Noctuelle méditerranéenne, Noctuelle du cotonnier, ver du cotonnier, Noctuelle africaine du coton, prodénia |
| Spodoptera litura               | Noctuelle du cotonnier                                                                                      |
| Sideridis rivularis             | Noctuelle du cucubale                                                                                       |
| Oligia strigilis                | Noctuelle du dactyle                                                                                        |
| Tholera cespitis                | Noctuelle du gazon                                                                                          |
| Rusidrina depravata             | Noctuelle du gazon                                                                                          |
| Cerapteryx graminis             | Noctuelle du gramen                                                                                         |
| Heliothis ononis                | Noctuelle du lin                                                                                            |
| Sesamia nonagrioides            | Noctuelle du maïs                                                                                           |
| Panolis flammea                 | Noctuelle du pin, noctuelle piniperde                                                                       |
| Ceramica pisi                   | Noctuelle du pois                                                                                           |
| Lacanobia pisi                  | Noctuelle du pois                                                                                           |
| Sesamia inferens                | Noctuelle du riz, noctuelle rose                                                                            |
| Rhizedra lutosa                 | Noctuelle du roseau                                                                                         |
| Amphipyra tragopoginis          | Noctuelle du salsifis                                                                                       |
| Sesamia cretica                 | Noctuelle du sorgho, noctuelle rose de la canne à sucre                                                     |
| Discestra trifolii              | Noctuelle du trèfle, ver gris du trèfle                                                                     |
| Autographa gamma                | Noctuelle gamma                                                                                             |
| Gortyna flavago                 | Noctuelle jaune de l'artichaut                                                                              |
| Euxoa nigricans                 | Noctuelle noirâtre                                                                                          |
| Mamestra oleracea               | Noctuelle potagère                                                                                          |
| Axylia putris                   | Noctuelle putride                                                                                           |
| Apamea monoglypha               | Noctuelle radicée                                                                                           |
| Ipimorpha subtusa               | Noctuelle soumise                                                                                           |
| Agrotis ipsilon                 | Noctuelle ipsilon, noctuelle baignée                                                                        |
| Korscheltellus lupulinus        | Petite hépiale du houblon                                                                                   |
| Anarsia lineatella              | Petite mineuse du pêcher, teigne du pêcher                                                                  |
| Argyrotaenia ljungiana          | Petite tordeuse de la grappe                                                                                |
| Gymnoscelis pumilata            | Phalène de l'olivier                                                                                        |
| Pieris rapae                    | Piéride de la rave                                                                                          |
| Pieris brassicae                | Piéride du chou                                                                                             |
| Thaumetopoea processionea       | Processionnaire du chêne                                                                                    |
| Thaumetopoea pityocampa         | Processionnaire du pin                                                                                      |
| Ephestia kuehniella             | Pyrale de la farine                                                                                         |
| Sparganothis pilleriana         | Pyrale de la vigne                                                                                          |
| Cryptoblabes gnidiella          | Pyrale des agrumes                                                                                          |
| Cydalima perspectalis           | Pyrale du buis                                                                                              |
| Cactoblastis cactorum           | Pyrale du cactus                                                                                            |
| Palpita unionalis               | Pyrale du jasmin                                                                                            |
| Ostrinia nubilalis              | Pyrale du maïs                                                                                              |
| Diaphania hyalinata             | Pyrale du melon                                                                                             |
| Homoeosoma nebulella            | Pyrale du tournesol                                                                                         |
| Sesamia calamistis              | Sésamie du maïs, Noctuelle du maïs, foreur rose africain                                                    |
| Sesia apiformis                 | Sésie du peuplier                                                                                           |
| Synanthedon myopaeformis        | Sésie du pommier                                                                                            |
| Manduca quinquemaculata         | Sphinx de la tomate                                                                                         |
| Scrobipalpa ocellatella         | Teigne de la betterave                                                                                      |
| Phthorimaea operculella         | Teigne de la pomme de terre                                                                                 |
| Prays oleae                     | Teigne de l'olivier                                                                                         |
| Tecia solanivora                | Teigne guatémaltèque de la pomme de terre                                                                   |
| Symmetrischema tangolias        | Teigne andine de la pomme de terre                                                                          |
| Prays citri                     | teigne du citronnier, teigne des fleurs du citronnier, teigne des fleurs d'oranger                          |
| Choreutis pariana               | Teigne des feuilles du pommier et du cerisier                                                               |
| Argyresthia pruniella           | Teigne des fleurs du cerisier                                                                               |
| Argyresthia cornella            | Teigne des fleurs du pommier                                                                                |
| Argyresthia laevigatella        | Teigne des pousses du mélèze                                                                                |
| Plutella xylostella             | Teigne des crucifères, teigne des choux                                                                     |
| Opogona sacchari                | Teigne du bananier                                                                                          |
| Choreutis nemorana              | Teigne du figuier                                                                                           |
| Opogona albistriata             | Teigne du mirabellier                                                                                       |
| Ocnerostoma copiosella          | Teigne du pin cembro                                                                                        |
| Acrolepiopsis assectella        | Teigne du poireau                                                                                           |
| Argyresthia conjugella          | Teigne du pommier                                                                                           |
| Conopomorpha cramerella         | Teigne javanaise du cacaoyer                                                                                |
| Adoxophyes orana                | Tordeuse de la pelure Capua, Tordeuse de la pelure                                                          |
| Pandemis heparana               | Tordeuse de la pelure Pandemis, Tordeuse de la pelure                                                       |
| Pandemis cerasana               | Tordeuse des arbres fruitiers                                                                               |
| Archips rosana                  | Tordeuse des buissons                                                                                       |
| Cnephasia pumicana              | Tordeuse des céréales                                                                                       |
| Archips podana                  | Tordeuse des fruits                                                                                         |
| Tortrix viridana                | Tordeuse verte du chêne                                                                                     |
| Cydia nigricana                 | Tordeuse du pois                                                                                            |
| Grapholita molesta              | Tordeuse orientale du pêcher                                                                                |
| Pandemis heparana               | Tordeuse pandemis                                                                                           |
| Sparganothis pilleriana         | Tordeuse printanière de la vigne                                                                            |
| Spilonota ocellana              | Tordeuse rouge des bourgeons                                                                                |
| Opisina arenosella              | Ver du cocotier                                                                                             |
| Zeuzera coffeae                 | Ver rouge du caféier                                                                                        |
| Zeuzera pyrina                  | Zeuzère du poirier                                                                                          |
| Aglaope infausta                | Zygène de l’amandier                                                                                        |

#### Névroptères ou Planipennes
| Myrmeleon formicarius | Fourmilion |

#### Orthoptères
| Gryllotalpa gryllotalpa | Courtilière                 |
| Calliptamus italicus    | Criquet italien             |
| Stauronotus marocanus   | Criquet marocain            |
| Acridium peregrinum     | Criquet pèlerin             |
| Forficula auricularia   | Perce-oreilles ou forficule |

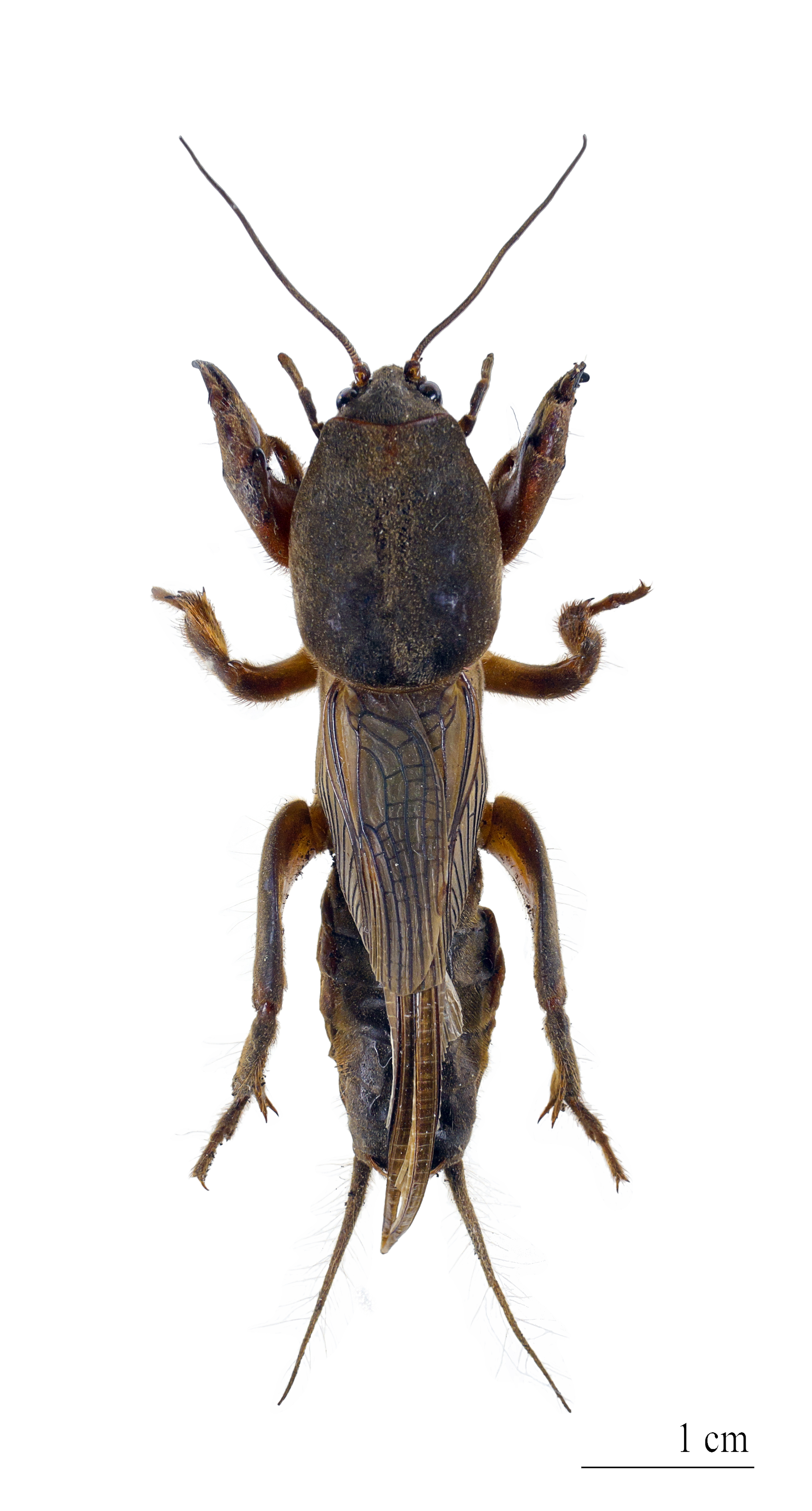
Courtilière
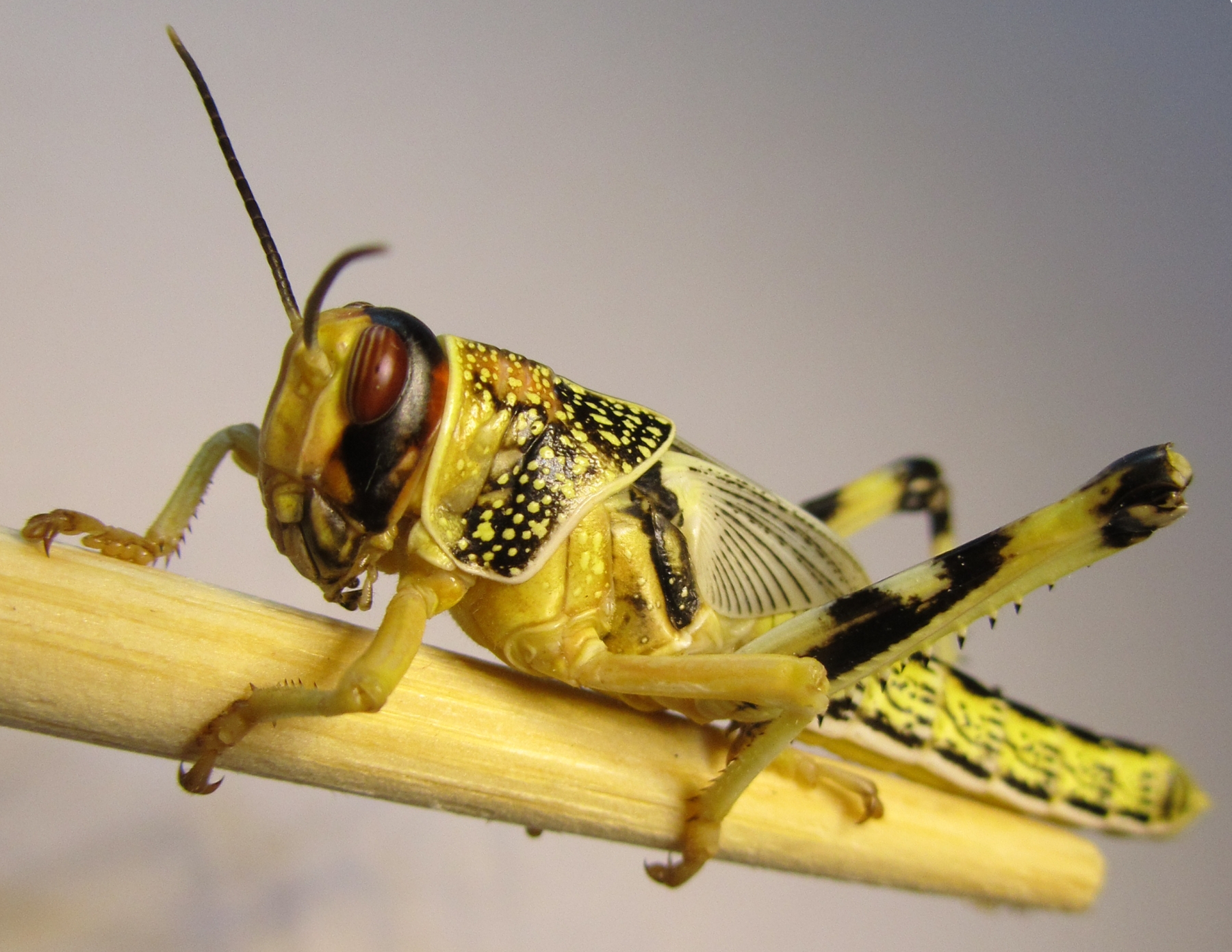
Criquet pèlerin

#### Thysanoptères

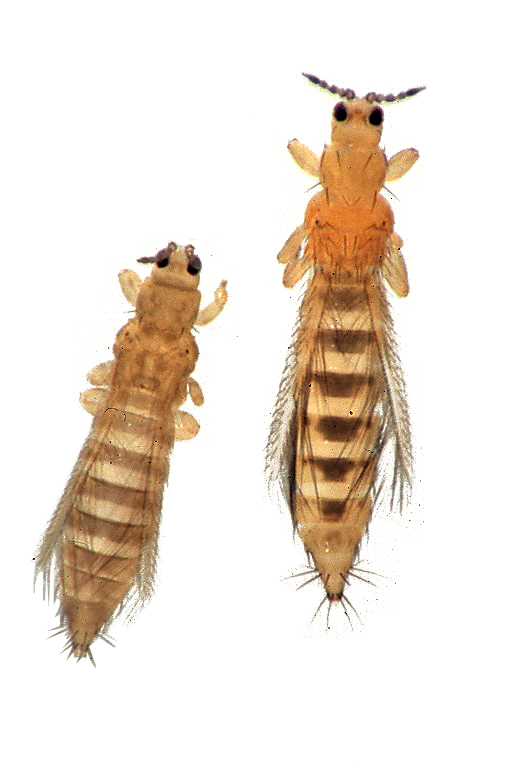
Thrips tabaci (à gauche) et Frankliniella occidentalis (à droite).

| Frankliniella occidentalis  | Thrips californien, thrips des petits fruits       |
| Drepanothrips reuteri       | Thrips de la vigne                                 |
| Frankliniella iridis        | Thrips de l'iris                                   |
| Liothrips oleae             | Thrips de l'olivier, barban                        |
| Scirtothrips citri          | Thrips des agrumes                                 |
| Echinothrips americanus     | Thrips des Aracées et des Balsaminacées            |
| Dendrothrips ornatus        | Thrips des arbustes d'ornement                     |
| Limothrips cerealium        | Thrips des céréales et des graminées, bête d'orage |
| Limothrips denticornis      | Thrips des céréales et des graminées               |
| Stenthrips graminum         | Thrips des céréales et des graminées               |
| Parthenothrips dracaenae    | Thrips des Dracaena                                |
| Megalurothrips sjostedti    | Thrips des fleurs                                  |
| Frankliniella tritici       | Thrips des fleurs                                  |
| Limothrips denticornis      | Thrips des graminées fourragères                   |
| Thrips palmi                | Thrips des palmiers                                |
| Heliothrips haemorrhoidalis | Thrips des serres                                  |
| Haplothrips tritici         | Thrips du blé                                      |
| Selenothrips rubrocinctus   | Thrips du cacaoyer                                 |
| Frankliniella intonsa       | Thrips du cotonnier                                |
| Gynaikothrips ficorum       | Thrips du ficus                                    |
| Thrips simplex              | Thrips du glaïeul                                  |
| Thrips linarius             | Thrips du lin                                      |
| Thrips angusticeps          | Thrips du lin et des céréales                      |
| Liothrips vaneeckei         | Thrips du lis                                      |
| Taeniothrips laricivorus    | Thrips du mélèze                                   |
| Thrips palmi                | Thrips du palmier, Thrips du melon                 |
| Thrips meridionalis         | Thrips du pêcher                                   |
| Taeniothrips inconsequens   | Thrips du poirier                                  |
| Kakothrips robustus         | Thrips du pois                                     |
| Thrips fuscipennis          | Thrips du rosier                                   |
| Thrips tabaci               | Thrips du tabac et de l'oignon                     |